# Список почтовых карточек СССР с оригинальной маркой
Почто́вые ка́рточки СССР с оригина́льной ма́ркой (ПК с ОМ СССР) — вид маркированных иллюстрированных односторонних почтовых карточек, издававшихся в СССР в 1971—1991 годах. 
Ниже представлен их полный список, составленный по каталогу Н. М. Максименко «Односторонние почтовые карточки с оригинальными марками» и «Каталогу почтовых карточек и конвертов с оригинальными марками» издательства «Стандарт-Коллекция». Специальные гашения перечисляются по ним же и по каталогам-справочникам «Специальные почтовые штемпеля» В. А. Якобса.

## Список почтовых карточек СССР с оригинальной маркой
| 1971 • 1972 • 1973 • 1974 • 1975 • 1976 • 1977 • 1978 • 1979 • 1980 • 1981 • 1982 • 1983 • 1984 • 1985 • 1986 • 1987 • 1988 • 1989 • 1990 • 1991 |

| № по каталогу | Первый день почтового обращения | Номинал (копеек) | Художник                            | Описание (М — сюжет марки; И — сюжет иллюстрации) | Изображение | Специальные гашения |
| 1971          | 1971                            | 1971             | 1971                                | 1971 | 1971        | 1971 |
| ------------- | ------------------------------- | ---------------- | ----------------------------------- | --- | ----------- | --- |
| 1             | 12.04.1971                      | 4 коп.           | Стрельников, Р. (марка)             | 10-летие первого в мире полёта человека в космос. - (М) — советский космический корабль «Восток»; - (И) — портрет Ю. А. Гагарина, первого космонавта планеты. |             | 12.04.1971: - пять СПШ (ПД): Гагарин, УС; Звёздный городок; Калуга, почтамт; Москва, почтамт; Москва, межд. почтамт - ШПД: Москва, почтамт |
| 1             | 12.04.1971                      | 4 коп.           | Яр-Кравченко, А. (илл.)             | 10-летие первого в мире полёта человека в космос. - (М) — советский космический корабль «Восток»; - (И) — портрет Ю. А. Гагарина, первого космонавта планеты. |             | 12.04.1971: - пять СПШ (ПД): Гагарин, УС; Звёздный городок; Калуга, почтамт; Москва, почтамт; Москва, межд. почтамт - ШПД: Москва, почтамт |
| 2             | 08.07.1971                      | 4 коп.           | Стрельников, Р. (марка)             | Международный геохимический конгресс в Москве. - (М) — модель атома на фоне земного шара, условного обозначения химических элементов и главного здания МГУ; - (И) — портрет В. И. Вернадского, одного из основоположником геохимии. |             | 20—25.07.1971: - СПШ: Москва (В-234) |
| 2             | 08.07.1971                      | 4 коп.           | Анискин, Е. (илл.)                  | Международный геохимический конгресс в Москве. - (М) — модель атома на фоне земного шара, условного обозначения химических элементов и главного здания МГУ; - (И) — портрет В. И. Вернадского, одного из основоположником геохимии. |             | 20—25.07.1971: - СПШ: Москва (В-234) |
| 3             | 16.08.1971                      | 4 коп.           | Аксамит, А.                         | XVIII международный лимнологический конгресс в Ленинграде. - (М) — Условное изображение озера; эмблема конгресса и кораблик Адмиралтейства; - (И) — Утки над озером. |             | 19—26.08.1971: - СПШ: Ленинград, почтамт |
| 1972          |                                 |                  |                                     | |             | |
| 4             | 24.03.1972                      | 4 коп.           | Стрельников, Р.                     | 100 лет первой русской почтовой карточке. - (М) — атрибуты связи (по мотивам эмблемы почтово-телеграфного ведомства Российской империи): перекрещенные почтовые рожки и стрелы; - (И) — памятный текст в орнаментальном обрамлении. |             | 26.03.—02.04.1972: - СПШ: Москва, К-365 |
| 5             | 26.05.1972                      | 4 коп.           | Стрельников, Р.                     | 25-летие Всесоюзного общества «Знание». VI съезд общества. - (М) — Знак общества «Знание»; символическое изображение различных областей знания; - (И) — памятный текст, условная модель атома, контур монумента «Покорителям космоса» в Москве. |             | 20—22.06.1972: - СПШ: Москва, К-73 07.07.1972: - СПШ: Москва, почтамт |
| 6             | 09.08.1972                      | 3 коп.           | Шевцов, Н.                          | II чемпионат Европы по скоростным видам подводного плавания. Москва. - (М) — спортсмен-подводник на дистанции. Золотая медаль чемпионата; - (И) — Эмблема Всемирной конфедерации подводной деятельности (CMAS). |             | 13—20.08.1972: - СПШ: Москва, Е-58 |
| 7             | 22.09.1972                      | 4 коп.           | Анискин, Е.                         | 30-летие французского истребительного авиаполка «Нормандия — Неман». - (М) — Истребители Як-3; - (И) — Эмблема авиаполка «Нормандия-Неман» на фоне воздушного боя, советский и французский лётчики, наблюдающие за боем. |             | 26.11.1972: - СПШ: Москва, И-157 |
| 1973          |                                 |                  |                                     | |             | |
| 8             | 30.01.1973                      | 4 коп.           | Аксамит, А.                         | 50-летие гражданской авиации СССР. - (М) — Контуры самолётов «КОМТА» и Ту-144. Эмблема Аэрофлота; - (И) — Советский самолёт АК-2; схема первого гражданского авиамаршрута Москва — Нижний Новгород. |             | 09.02.1973: - СПШ: Москва, почтамт 15—25.12.1973: - СПШ: Москва, А-167 |
| 9             | 22.05.1973                      | 4 коп.           | Аксамит, А.                         | 10-летие космического полёта первой в мире женщины-космонавта В. В. Терешковой. - (М) — Космический корабль «Восток-6», портрет Валентины Терешковой. - (И) — Стартующая ракета-носитель «Восток». |             | 16.06.1973: - три СПШ: Звёздный городок; Москва, почтамт; Ярославль, почтамт |
| 10            | 25.09.1973                      | 4 коп.           | Козлов, И.                          | 100-летие со дня рождения архитектора А. В. Щусева. - (М) — Портрет Щусева на фоне здания Казанского вокзала в Москве. - (И) — По часовой стрелке: изображения Большого Москворецкого моста, Мавзолея Ленина, интерьера станции метро «Комсомольская» в Москве; Театра оперы и балета в Ташкенте. |             | 12.11.1973: - СПШ: Москва, К-9 |
| 11            | 25.09.1973                      | 4 коп.           | Аксамит, А.                         | 50-летие Первой всероссийской сельскохозяйственной и кустарно-промышленной выставки. Юбилейная выставка на ВДНХ. - (М) — Монумент «Рабочий и Колхозница», монумент «Покорителям космоса», индустриальные сооружения; - (И) — Первая почтовая марка СССР «Жнец» (1923). |             | 19.08—15.10.1973: - СПШ: Москва, И-222 С датами начиная с 25.09.1973: - СПШ (переводной): Москва, И-223 |
| 12            | 25.09.1973                      | 4 коп.           | Левиновский, Ю.                     | Всемирный конгресс миролюбивых сил в Москве. - (М) — Ладони, защищающие планету Земля; - (И) — Демонстрация в поддержку мира на фоне земного шара, антивоенный лозунг. |             | 25—31.10.1973: - два СПШ: Москва, К-73; Москва, почтамт |
| 13            | 10.12.1973                      | 4 коп.           | Калашников, А.                      | Советский летчик-испытатель Г. Я. Бахчиванджи. - (М) — Советский истребитель БИ-1 — первый советский самолёт с реактивным двигателем, при испытаниях которого погиб Григорий Бахчиванджи; - (И) — Портрет Григория Бахчиванджи. |             | Не было |
| 1974          |                                 |                  |                                     | |             | |
| 14            | 23.04.1974                      | 4 коп.           | Анискин, Е.                         | 30-летие освобождения Севастополя от немецко-фашистских захватчиков (1944). - (М) — Герб Севастополя, Графская пристань в Севастополе; - (И) — Фрагмент диорамы «Штурм Сапун-горы». |             | 09.05.1974: - СПШ: Севастополь, почтамт |
| 15            | 12.05.1974                      | 4 коп.           | Пименов, В.                         | 50-летие Кавказского заповедника. - (М) — Кавказский зубр; - (И) — Пейзаж заповедника: хребет Аишхо, гора Безымянка. |             | Не было |
| 16            | 06.06.1974                      | 4 коп.           | Литвинов, Н.                        | 175-летие со дня рождения А. С. Пушкина. - (М) — Памятник А. С. Пушкину в Москве (скульптор А. М. Опекушин); - (И) — Портрет А. С. Пушкина кисти В. А. Тропинина. |             | 06.06.1974: - Три СПШ: Ленинград, почтамт; Михайловское, ОС; Москва, почтамт |
| 17            | 19.07.1974                      | 4 коп.           | Левиновский, Ю.                     | 50-летие Всероссийского общества охраны природы. - (М) — Символический рисунок — ладони, защищающие природу; - (И) — Фигура человека на фоне солнечного сияния, окружённая символами гармонии природы и человеческой деятельности. |             | 29.11.1974: - СПШ: Москва, И-157 |
| 18            | 18.07.1974                      | 4 коп.           | Коврижкин, А., Лефнер, Я.           | 50-летие киностудии «Мосфильм». - (М) — Условное изображение кинокамеры, памятный текст; - (И) — Модель монумента «Рабочий и Колхозница», ставшая эмблемой киностудии, и её логотип на фоне киноэкрана. |             | Не было |
| 19            | 18.07.1974                      | 4 коп.           | Шаров, Л.                           | 100-летие Всемирного почтового союза. - (М) — Эмблема ВПС — монумент возле штаб-квартиры организации в Берне; - (И) — Старинные и современные средства доставки почты: карета и космическая ракета. |             | 09.10.1974: - Четыре СПШ: Киев, почтамт; Минск, почтамт; Москва, почтамт; Москва, межд. почтамт |
| 1975          |                                 |                  |                                     | |             | |
| 20            | 05.05.1975                      | 4 коп.           | Комлев, Г. (фото И. Дягилева)       | 30-летие Победы советского народа в Великой Отечественной войне. Город-герой Москва (Из серии «Города-герои СССР»). - (М) — Орден Победы, гвардейская лента; - (И) — Спасская башня Московского Кремля, праздничный салют, медаль «За оборону Москвы», медаль «Золотая звезда». |             | 09.05.1975: - СПШ: Москва, почтамт |
| 21            | 05.05.1975                      | 4 коп.           | Комлев, Г. (фото В. Стукалова)      | 30-летие Победы советского народа в Великой Отечественной войне. Город-герой Ленинград (Из серии «Города-герои СССР»). - (М) — Орден Победы, гвардейская лента; - (И) — Ростральная колонна на Стрелке Васильевского острова, парад кораблей на Неве, медаль «За оборону Ленинграда», медаль «Золотая звезда». |             | 09.05.1975: - СПШ: Ленинград, почтамт |
| 22            | 05.05.1975                      | 4 коп.           | Козлов, И. (фото И. Кропивницкого)  | 30-летие Победы советского народа в Великой Отечественной войне. Город-герой Киев (Из серии «Города-герои СССР»). - (М) — Орден Победы на фоне стилизованных звёзд, гвардейская лента; - (И) — Здание Верховного Совета УССР, памятник Вечной Славы на могиле Неизвестного солдата, медаль «Золотая звезда». |             | 09.05.1975: - СПШ: Киев, почтамт |
| 23            | 05.05.1975                      | 4 коп.           | Комлев, Г. (фото В. Стукалова)      | 30-летие Победы советского народа в Великой Отечественной войне. Город-герой Минск (Из серии «Города-герои СССР»). - (М) — Орден Победы; - (И) — Мемориал «Курган Славы» под Минском (фрагмент), медаль «Золотая звезда». |             | 09.05.1975: - СПШ: Минск, почтамт |
| 24            | 05.05.1975                      | 4 коп.           | Шевцов, Н.                          | 30-летие Победы советского народа в Великой Отечественной войне. Город-герой Волгоград (Из серии «Города-герои СССР»). - (М) — Орден Победы; - (И) — Монумент «Стоять насмерть!» (фрагмент памятника-ансамбля «Героям Сталинградской битвы»), медаль «Золотая звезда», гвардейская лента. |             | 09.05.1975: - СПШ: Волгоград, почтамт |
| 25            | 05.05.1975                      | 4 коп.           | Аксамит, А. (фото И. Кропивницкого) | 30-летие Победы советского народа в Великой Отечественной войне. Город-герой Севастополь (Из серии «Города-герои СССР»). - (М) — Орден Победы, гвардейская лента; - (И) — Мемориал Славы в Севастополе, медаль «Золотая звезда», флаг ВМФ СССР и якорь, гвардейская лента. |             | 09.05.1975: - СПШ: Севастополь, почтамт |
| 26            | 05.05.1975                      | 4 коп.           | Козлов, И. (фото Б. Гуккаева)       | 30-летие Победы советского народа в Великой Отечественной войне. Город-герой Одесса (Из серии «Города-герои СССР»). - (М) — Орден Победы, гвардейская лента; - (И) — Потёмкинская лестница; медаль «Золотая звезда», гвардейская лента. |             | 09.05.1975: - СПШ: Одесса, почтамт |
| 27            | 05.05.1975                      | 4 коп.           | Аксамит, А. (фото В. Панова)        | 30-летие Победы советского народа в Великой Отечественной войне. Город-герой Новороссийск (Из серии «Города-герои СССР»). - (М) — Орден Победы, гвардейская лента; - (И) — Площадь Героев в Новороссийске, медаль «Золотая звезда», гвардейская лента, якорь. |             | 09.05.1975: - СПШ: Новороссийск, УС |
| 28            | 05.05.1975                      | 4 коп.           | Анискин, Е. (фото Р. Якименко)      | 30-летие Победы советского народа в Великой Отечественной войне. Город-герой Керчь (Из серии «Города-герои СССР»). - (М) — Орден Победы на щите с лавровой ветвью, гвардейская лента; - (И) — Обелиск Славы на горе Митридат, медаль «Золотая звезда», якорь. |             | 09.05.1975: - СПШ: Керчь, УС |
| 29            | 05.05.1975                      | 4 коп.           | Анискин, Е.                         | 30-летие Победы советского народа в Великой Отечественной войне. Крепость-герой Брест (Из серии «Города-герои СССР»). - (М) — «Звезда Славы» (фрагмент Мемориала защитникам Брестской крепости), медаль «Золотая звезда», гвардейская лента, лавровая ветвь; - (И) — Памятник защитникам Брестской крепости, вечный огонь, Орден Победы. |             | 09.05.1975: - СПШ: Брест, почтамт |
| 30            | 05.05.1975                      | 4 коп.           | Левиновский, Ю.                     | Международная филателистическая выставка «Соцфилэкс-75», посвященная 30-летию Победы в Великой Отечественной войне. Москва. - (М) — Стилизованная почтовая марка с памятным текстом, памятные даты; - (И) — Эмблема выставки: стилизованная почтовая марка с изображением статуи советского Воина-освободителя в Берлине; Московский Кремль в праздничном салюте, стилизованные почтовые марки                                                                           |             | 08—18.05.1975: - Два СПШ (переводные): Москва, И-157; Москва, К-159 |
| 31            | 01.06.1975                      | 4 коп.           | Шевцов, Н.                          | 50-летие Всесоюзного пионерского лагеря «Артек». - (М) — Вид на лагерь «Артек» и гору Аю-Даг в Крыму, значок пионерской организации; - (И) — Горнист и салютующие пионеры. |             | 16.06.1975: - СПШ: Артек, ОС |
| 32            | 20.06.1975                      | 4 коп.           | Шаров, Л.                           | XII Международный ботанический конгресс. Ленинград. - (М) — Эмблема конгресса и растения; - (И) — Стилизованный цветок, в центре которого эмблема конгресса, а в лепестках изображены различные виды растений. |             | 03—10.07.1975: - СПШ: Ленинград, К-15 |
| 33            | 30.10.1975                      | 4 коп.           | Литвинов, Н.                        | 200-летие со дня рождения Карла Росси, архитектора. - (М) — Барельефный портрет Карла Росси; - (И) — Арка Главного штаба в Ленинграде (Санкт-Петербурге). |             | 29.12.1975: - СПШ: Ленинград, Почтамт |
| 1976          |                                 |                  |                                     | |             | |
| 34            | 03.03.1976                      | 4 коп.           | Арцименев, Ю. (марка)               | 106-я годовщина со дня рождения В. И. Ленина. XXV съезд КПСС. - (М) — Книга В. И. Ленина на фоне красного знамени и композиция, символизирующая индустриальные достижения в СССР; - (И) — рисунок «Говорит Ленин». |             | 24.02—05.03.1975: - два СПШ (переводных): Москва, почтамт; Москва, К-495 |
| 34            | 03.03.1976                      | 4 коп.           | Жуков, Н. (илл.)                    | 106-я годовщина со дня рождения В. И. Ленина. XXV съезд КПСС. - (М) — Книга В. И. Ленина на фоне красного знамени и композиция, символизирующая индустриальные достижения в СССР; - (И) — рисунок «Говорит Ленин». |             | 24.02—05.03.1975: - два СПШ (переводных): Москва, почтамт; Москва, К-495 |
| 35            | 05.04.1976                      | 4 коп.           | Стрельников, Р.                     | 15-летие первого в мире полета человека в космос. - (М) — Нагрудный знак «Лётчик-космонавт СССР», лавровый венок, лента с памятным текстом; - (И) — портрет Юрия Гагарина в скафандре, стартующая ракета-носитель «Восток» на фоне Земного шара. |             | 12.04.1976: - четыре СПШ: космодром Байконур; Звёздный городок; Гагарин, УС; Москва, Д-242 |
| 36            | 15.04.1976                      | 4 коп.           | Литвинов, Н.                        | Участие парусников «Крузенштерн» и «Товарищ» в Международной парусной регате, посвященной 200-летию образования США (Op Sail-76). - (М) — Портрет адмирала И. Ф. Крузенштерна; - (И) — Учебное парусное судно «Крузенштерн» на фоне радуги. |             | 04.07.1976: - СПШ: Москва, Почтамт |
| 37            | 20.04.1976                      | 14 коп.          | Мартынов, И.                        | VIII международный конгресс по минеральным удобрениям. Москва. - (М) — Эмблема конгресса на фоне полей и предприятий агрохимии, растительный орнамент; - (И) — Росток, химические символы основных питательных элементов для растений — азота, фосфора, калия, орнамент из сельскохозяйственных растений. |             | 21—27.06.1976: - СПШ: Москва, Г-19 |
| 38            | 27.04.1976                      | 14 коп.          | Аксамит, А.                         | 200-летие Государственного академического Большого театра СССР. - (М) — Квадрига Аполлона на здании Большого театра; - (И) — Фасад Большого театра. |             | 26.05.1976: - СПШ: Москва, почтамт |
| 39            | 25.05.1976                      | 14 коп.          | Левиновский, Ю.                     | XII конгресс Международного союза деятелей театра кукол (UNIMA). Москва - (М) — Эмблема конгресса, персонажи кукольных спектаклей на фоне театрального занавеса; - (И) — Пять рук с кукольными масками на фоне стилизованного земного шара. |             | 01—05.06.1976: - СПШ: Москва, К-9 |
| 40            | 28.06.1976                      | 4 коп.           | Черкасов, Н.                        | 120-летие со дня рождения художника Аполлинария Васнецова. - (М) — Портрет Аполлинария Васнецова; - (И) — Картина А. М. Васнецова «Гонцы. Ранним утром в Кремле. Начало XVII века». |             | 06.08.1976: - СПШ: Москва, почтамт |
| 41            | 25.08.1976                      | 4 коп.           | Комлев, Г.                          | Первый всесоюзный фестиваль самодеятельного художественного творчества. - (М) — Атрибуты искусства: палитра с кистями, лира, кинопленка; - (И) — Вымпел с памятным текстом, эмблема фестиваля; советские трудящиеся на производстве и на занятиях в кружках художественной самодеятельности. |             | Не было |
| 1977          |                                 |                  |                                     | |             | |
| 42            | 05.01.1977                      | 4 коп.           | Арцименев, Ю.                       | 70-летие со дня рождения академика С. П. Королёва. - (М) — Ракета-носитель «Восток», первый спутник, космический корабль «Восток» на фоне Земли; - (И) — С. П. Королев, главный конструктор первых ракетно-космических систем. Ракета-носитель «Восток» на старте. |             | 12.01.1977: - четыре СПШ: космодром Байконур; Житомир, почтамт; Звёздный городок; Москва, почтамт |
| 43            | 05.01.1977                      | 4 коп.           | Бендель, П.                         | 150-летие со дня рождения географа П. П. Семёнова-Тян-Шанского. - (М) — Глобус и циркуль на фоне гор Тянь-Шань и озера Иссык-Куль; - (И) — Портрет П. П. Семёнова-Тян-Шанского на фоне горного пейзажа. |             | 14.01.1977: - два СПШ: Ленинград, почтамт; Липецк, почтамт |
| 44            | 09.02.1977                      | 4 коп.           | Анискин, Е.                         | 90-летие со дня рождения В. И. Чапаева, героя Гражданской войны. - (М) — Барельефный портрет Василия Чапаева; - (И) — «Василий Чапаев в бою» (картина П. Васильева, 1935). |             | 09.02.1977: - СПШ: Чебоксары, почтамт |
| 45            | 23.02.1977                      | 4 коп.           | Бендель, П.                         | 90-летие со дня рождения П. Н. Нестерова, основоположника высшего пилотажа. - (М) — Воздушный таран самолётом Нестерова «Моран» вражеского австрийского самолёта (1914); - (И) — Портрет авиатора на фоне самолёта, выполняющего «петлю Нестерова». |             | 27.02.1977: - СПШ: Горький, почтамт |
| 46            | 07.05.1977                      | 4 коп.           | Бронфенбренер, Ю.                   | Праздник Победы в Великой Отечественной войне. Город-герой Тула (продолжение серии). - (М) — Орден Победы, лавровая ветвь, гвардейская лента; - (И) — Памятник «Защитникам Тулы». Герб города, медаль «Золотая Звезда». |             | с 07.05.1977: - СПШ (переводной): Тула, почтамт |
| 47            | 20.05.1977                      | 4 коп.           | Стрельников, Р.                     | Международная филателистическая выставка СССР — Венгрия. Ереван. - (М) — Стилизованная почтовая марка, флаги СССР и Венгрии; - (И) — Монумент советско-венгерской дружбы в Москве; орнамент из стилизованных почтовых марок. |             | 20—29.05.1977: - СПШ: Ереван, почтамт |
| 48            | 09.06.1977                      | 4 коп.           | Стрельников, Р.                     | VII Международная профессиональная конференция трудящихся транспорта. - (М) — Эмблема конференции, различные виды транспорта на фоне земного шара; - (И) — Различные виды транспорта, индустриальная панорама. |             | 26—30.09.1977: - СПШ: Москва, В-454 |
| 49            | 18.08.1977                      | 4 коп.           | Бендель, П.                         | 100-летие со дня рождения Ф. Э. Дзержинского, видного советского и партийного деятеля. - (М) — Нагрудный знак чекиста 1920-х годов на фоне красных знамён; - (И) — Портрет Ф. Э. Дзержинского. |             | 11.09.1977: - два СПШ: Ивенец, ОС, Москва, почтамт |
| 50            | 01.09.1977                      | 4 коп.           | Комлев, Г.                          | 200-летие основания Павловска. - (М) — Обелиск в честь основания Павловска, Павловский парк, мост Висконти; - (И) — Павловский дворец, арка парадного зала дворца со скульптурным декором. |             | 23.12.1977: - СПШ: Павловск, УС |
| 51            | 14.09.1977                      | 4 коп.           | Комлев, Г.                          | Навстречу XXII Олимпийским играм в Москве в 1980 году. СССР — участник семи Олимпиад. - (М) — Центральный стадион им. Ленина в Москве — главная спортивная арена предстоящих игр; - (И) — Эмблема Национального олимпийского комитета СССР, стилизованное изображение беговых дорожек. |             | 14.09.1977: - СПШ (ПД): Москва, почтамт |
| 52            | 07.10.1977                      | 4 коп.           | Арцименев, Ю.                       | Принятие новой Конституции СССР. - (М) — Государственный герб СССР на фоне лавровых ветвей и красной ленты; - (И) — Государственный флаг СССР над Большим Кремлёвским дворцом — месте проведения сессий Верховного Совета СССР, лавровая ветвь. |             | 07.10.1977: - СПШ (ПД): Москва, почтамт |
| 53            | 02.11.1977                      | 4 коп.           | Анискин, Е.                         | 60-летие Октябрьской революции. - (М) — Крейсер «Аврора», памятный текст; - (И) — Памятник Ленину у Финляндского вокзала в Ленинграде (Санкт-Петербурге). Первый искусственный спутник Земли, кремлёвская рубиновая звезда, аббревиатура КПСС, вооруженные революционеры. |             | 02—03 и 05—08.11.1977: - СПШ: Москва, почтамт 07—08.11.1977: - шестнадцать СПШ: Алма-Ата, почтамт; Ашхабад, почтамт; Баку, почтамт; Вильнюс, почтамт; Душанбе, почтамт; Ереван, почтамт; Киев, почтамт; Кишинёв, почтамт; Ленинград, почтамт; Минск, почтамт; Москва, межд. почтамт; Рига, почтамт; Таллин, почтамт; Ташкент, почтамт; Тбилиси, почтамт; Фрунзе, почтамт |
| 1978          |                                 |                  |                                     | |             | |
| 54            | 19.01.1978                      | 4 коп.           | Лухтейн, П.                         | 100-летие со дня рождения эстонского композитора Артура Каппа. - (М) — Орган в Сууре-Яани, на родине композитора; - (И) — Портрет Артура Каппа. |             | 28.02.1978: - СПШ: Таллин, почтамт |
| 55            | 09.02.1978                      | 4 коп.           | Комлев, Г.                          | 60-летие Вооруженных Сил СССР. - (М) — Воины трёх родов войск Вооруженных сил СССР: лётчик, пехотинец, моряк; - (И) — Знамёна трёх родов войск — сухопутных, военно-морского флота, военно-воздушных, —щит с памятным текстом. |             | 23.02.1978: - СПШ: Москва, почтамт |
| 56            | 10.03.1978                      | 4 коп.           | Аксамит, А.                         | Поход советского атомного ледокола «Арктика» к Северному полюсу. - (М) — Ледокол «Арктика» в полярных льдах, белый медведь; - (И) — Государственный флаг СССР над Северным полюсом, памятная плита, опущенная на дно Северного Ледовитого океана в точке Северного полюса. |             | С 10.03.1978: - СПШ (переводной): атомный ледокол «Арктика» |
| 57            | 22.03.1978                      | 4 коп.           | Шмидштейн, А.                       | Центральная выставка научно-технического творчества молодежи НТТМ-78. - (М) — Выставочный павильон на ВДНХ СССР, где проводилась выставка, и её эмблема; - (И) — Юноша у станка, девушка с чертежом, индустриальная панорама, комсомольский значок. |             | 15.04—24.06.1978: - СПШ: Москва, И-223 |
| 58            | 03.04.1978                      | 4 коп.           | Шмидштейн, А.                       | 120-летие первой русской почтовой марки. - (М) — Стилизованное изображение современных средств доставки и обработки почты. Здание почтамта в Москве, советская эмблема связи; - (И) — Условное изображение почтовой марки с памятным текстом; старинные средства доставки почты. |             | Проводилось до выхода карточки |
| 59            | 18.05.1978                      | 4 коп.           | Бендель, П.                         | 200-летие со дня рождения Ф. Ф. Беллинсгаузена, первооткрывателя Антарктиды. - (М) — Шлюп «Восток» в плавании вокруг Антарктиды, карта континента, открытого Первой русской антарктической экспедицией в 1820 году; - (И) — Портрет мореплавателя на фоне антарктического пейзажа. |             | 20.09.1978: - Два СПШ: Ленинград, почтамт; Москва, почтамт |
| 60            | 30.06.1978                      | 4 коп.           | Комлев, Г.                          | Игры XXII Олимпиады, Москва-80. Олимпийские объекты Москвы. - (М) — Спортивный комплекс «Олимпийский» в Москве на фоне радуги, эмблема XXII Олимпийских игр в Москве; - (И) — Карта-схема Москвы со спортивными сооружениями, пиктограммы различных видов спорта, Мишка — официальный талисман Олимпиады-80. |             | 30.06.1978: - СПШ (ПД): Москва, почтамт |
| 61            | 20.07.1978                      | 4 коп.           | Комлев, Г.                          | Игры XXII Олимпиады, Москва-80. Театры Москвы. - (М) — Московский Кремль на фоне радуги, эмблема XXII Олимпийских игр в Москве; - (И) — Открытки, посвящённые театрам и зрелищным мероприятиям в Москве, Мишка — официальный талисман Олимпиады-80. |             | 20.07.1978: - СПШ (ПД): Москва, почтамт |
| 62            | 22.08.1978                      | 4 коп.           | Комлев, Г.                          | Игры XXII Олимпиады, Москва-80. Музеи Москвы. - (М) — Красная площадь на фоне радуги, эмблема XXII Олимпийских игр в Москве; - (И) — Открытки, посвящённые московским музеям, Мишка — официальный талисман Олимпиады-80. |             | 22.08.1978: - СПШ (ПД): Москва, почтамт |
| 63            | 14.09.1978                      | 4 коп.           | Комлев, Г.                          | Игры XXII Олимпиады, Москва-80. Архитектура Москвы. - (М) — Современные здания на проспекте Калинина (Новом Арбате) на фоне радуги, эмблема XXII Олимпийских игр в Москве; - (И) — Открытки, посвящённые старинной и современной архитектуре Москвы, Мишка — официальный талисман Олимпиады-80. |             | 14.09.1978: - СПШ (ПД): Москва, почтамт |
| 64            | 09.09.1978                      | 4 коп.           | Сорокин, В.                         | 150-летие со дня рождения Льва Николаевича Толстого. - (М) — Портрет Л. Н. Толстого на фоне раскрытой книги; - (И) — Ясная Поляна — мемориальный музей-усадьба писателя. Дом, в котором родился и жил Л. Н. Толстой. |             | 09.09.1978: - Четыре СПШ (ПД): Лев Толстой, ОС; Москва, почтамт; Тула, почтамт; Ясная Поляна, ОС |
| 65            | 20.09.1978                      | 4 коп.           | Левиновский, Ю.                     | Всесоюзная молодёжная филателистическая выставка «60 лет ВЛКСМ». - (М) — Эмблема к 60-летию ВЛКСМ, комсомол в промышленности, строительстве, сельском хозяйстве; - (И) — Стилизованная почтовая марка с комсомольским значком в центре стилизованного цветка из орденских лент — наград ВЛКСМ. |             | 23.09—01.10.1978: - СПШ: Москва, К-30 |
| 66            | 25.09.1978                      | 4 коп.           | Бронфенбренер, Ю.                   | XIV Генеральная ассамблея Международного союза охраны природы и природных ресурсов. Ашхабад. - (М) — Эмблема МСОП (IUCN) — голова джейрана, растительный орнамент; - (И) — Гепард на фоне растительного орнамента. |             | 25.09—08.10.1978: - СПШ: Ашхабад, почтамт |
| 67            | 06.10.1978                      | 4 коп.           | Арцименев, Ю.                       | Филателистическая выставка «Морфил-78». Баку. - (М) — Эмблема выставки (стилизованное изображение глобуса на фоне почтовой марки в окружении морских волн); - (И) — Судно паромной переправы через Каспийское море. |             | 07—14.10.1978: - СПШ: Баку, почтамт |
| 68            | 12.10.1978                      | 4 коп.           | Колесников, Н.                      | Заседание Международного комитета метрополитенов Международного союза общественного транспорта (UITP). Москва. - (М) — Эмблема Международного союза общественного транспорта, различные виды общественного транспорта; - (И) — Станционный зал станции московского метро «Сокол», экспериментальный поезд метро. |             | 12—13.10.1978: - СПШ: Москва, К-350 |
| 69            | 17.10.1978                      | 4 коп.           | Черкасов, Н.                        | Мемориальный музей-заповедник «Сибирская ссылка В. И. Ленина». Шушенское. - (М) — Шушенское. Дом, в котором жил В. И. Ленин; - (И) — Рабочий уголок комнаты В. И. Ленина. |             | 17.10.1978: - СПШ (ПД): Шушенское, ОС |
| 70            | 29.10.1978                      | 4 коп.           | Левиновский, Ю.                     | Комсомол на стройках пятилетки. К 60-летию ВЛКСМ. - (М) — Юбилейные медали комсомола; - (И) — Молодёжь возле красного знамени с наименованием ударных комсомольских строек, цитата из речи Л. И. Брежнева. |             | 29.10.1978: - СПШ (ПД): Москва, почтамт |
| 71            | 15.11.1978                      | 4 коп.           | Мартынов, В.                        | 60-летие Союзпечати. - (М) — Юбилейная эмблема на фоне стилизованных страниц журнала, цитата из статьи В. И. Ленина; - (И) — Красная гвоздика, советские газеты и журналы, распространявшиеся «Союзпечатью». |             | 21.11.1978: - СПШ: Москва, почтамт |
| 72            | 14.12.1978                      | 4 коп.           | Сущенко, И.                         | 250-летие со дня рождения Ф. Г. Волкова. - (М) — Здание академического театра драмы им. Ф. Г. Волкова в Ярославле; - (И) — Фёдор Волков, русский актёр, основоположник русского театра. |             | 14.12.1978: - СПШ (ПД): Москва, К-9 16.12.1978: - СПШ: Ярославль, почтамт |
| 1979          |                                 |                  |                                     | |             | |
| 73            | 28.03.1979                      | 4 коп.           | Филиппов, И.                        | VII летняя Спартакиада народов СССР. - (М) — Эмблема Спартакиады, чаша с огнём; - (И) — Спортивный парад физкультурников, флаги советских спортивных обществ. |             | 07.07—04.08.1979: - пять СПШ: Вильнюс, почтамт; Ленинград, почтамт; Минск, почтамт; Рига, почтамт; Таллин, почтамт 13.07.1979: - СПШ (переводной): Москва, почтамт 13.07—05.08.1979: - СПШ (переводной): Москва, Г-277 17.07—04.08.1979: - СПШ: Киев, почтамт |
| 74            | 10.04.1979                      | 4 коп.           | Арцименев, Ю.                       | Чемпионат мира и Европы по хоккею. Москва. - (М) — Эмблема чемпионата и хоккеисты; - (И) — Вратарь, отражающий бросок шайбы. |             | 14—27.04.1979: - СПШ: Москва, Г-48 |
| 75            | 21.11.1979                      | 4 коп.           | Левиновский, Ю.                     | Высокоширотная полярная экспедиция газеты «Комсомольская правда». - (М) — Полярники, поднимающие флаг СССР над Северным полюсом, радист экспедиции; - (И) — Участники лыжной экспедиции на марше. |             | Проводилось до выхода карточки |
| 76            | 19.12.1979                      | 4 коп.           | Веременко, П.                       | 50-летие массового социалистического соревнования. - (М) — Нагрудный знак победителя в социалистическом соревновании; - (И) — Достижения советской индустрии за 50 лет на фоне красного знамени и первого призыва к соцсоревнованию в газете «Правда». |             | Не было |
| 1980          |                                 |                  |                                     | |             | |
| 77            | 10.01.1980                      | 4 коп.           | Сущенко, И.                         | 250-летие со дня рождения А. В. Суворова. - (М) — Милитаристские атрибуты: щит и меч, полковые знамёна, оружие и георгиевская лента; - (И) — Портрет А. В. Суворова (1818, по гравюре Н. И. Уткина), полководца и военного теоретика, в обрамлении венка из лавровых и дубовых листьев. |             | 24.11.1980: - два СПШ: Москва, почтамт; Тульчин, УС |
| 78            | 17.03.1980                      | 4 коп.           | Анискин, Е.                         | Марсель Лефевр — командир эскадрильи французского авиаполка «Нормандия—Неман». - (М) — Эмблемы ВВС СССР и авиаполка «Нормандия—Неман», истребители Як-3; - (И) — Портрет М. Лефевра, Героя Советского Союза, медаль «Золотая звезда». |             | Не было |
| 79            | 25.03.1980                      | 4 коп.           | Горкин, Н.                          | Игры XXII Олимпиады, Москва. Олимпийские объекты: стадион им. Кирова в Ленинграде. - (М) — Макет стадиона, эмблема Олимпиады. - (И) — Стадион им. Кирова, олимпийский факел. |             | 19.07.1980: - СПШ: Ленинград, почтамт (сюжет «Футбол — предварительные игры») 19.07—03.08.1980: - СПШ: Ленинград, почтамт (сюжет «Ленинград олимпийский») |
| 80            | 10.04.1980                      | 4 коп.           | Горкин, Н.                          | Игры XXII Олимпиады, Москва. Олимпийские объекты: центр парусного спорта в Таллине. - (М) — Макет центра парусного спорта, эмблема Олимпиады; - (И) — Яхта на фоне центра парусного спорта, олимпийский факел. |             | 19.07.1980: - СПШ: Таллин, почтамт (сюжет «Парусная регата») 19.07—03.08.1980: - СПШ: Таллин, почтамт (сюжет «Таллин олимпийский») |
| 81            | 06.05.1980                      | 4 коп.           | Горкин, Н.                          | Игры XXII Олимпиады, Москва. Олимпийские объекты: Центральный республиканский стадион в Киеве. - (М) — Макет стадиона, эмблема Олимпиады; - (И) — Центральный республиканский стадион, олимпийский факел. |             | 19.07.1980: - СПШ: Киев, почтамт (сюжет «Футбол — предварительные игры») 19.07—03.08.1980: - СПШ: Киев, почтамт (сюжет «Киев олимпийский») |
| 82            | 12.06.1980                      | 4 коп.           | Горкин, Н.                          | Игры XXII Олимпиады, Москва. Олимпийские объекты: стадион «Динамо» в Минске. - (М) — Макет стадиона, эмблема Олимпиады; - (И) — Стадион «Динамо», олимпийский факел. |             | 19.07.1980: - СПШ: Минск, почтамт (сюжет «Футбол — предварительные игры») 19.07—03.08.1980: - СПШ: Минск, почтамт (сюжет «Минск олимпийский») |
| 83            | 03.07.1980                      | 4 коп.           | Горкин, Н.                          | Игры XXII Олимпиады, Москва. Олимпийские объекты: Олимпийская деревня. - (М) — Макет Олимпийской деревни, эмблема Олимпиады; - (И) — Здания Олимпийской деревни, олимпийский факел. |             | 19.07—03.08.1980: - СПШ: Москва, почтамт (сюжет «Олимпийская деревня») |
| 84            | 03.07.1980                      | 4 коп.           | Горкин, Н.                          | Игры XXII Олимпиады, Москва. Олимпийские объекты: олимпийский крытый велотрек в Крылатском. - (М) — Макет велотрека, эмблема Олимпиады; - (И) — Здание крытого велотрека, олимпийский факел. |             | 19.07.1980: - СПШ: Москва, почтамт (сюжет «Велоспорт») |
| 85            | 03.07.1980                      | 4 коп.           | Горкин, Н.                          | Игры XXII Олимпиады, Москва. Олимпийские объекты: спорткомплекс «Олимпийский» на проспекте Мира. - (М) — Макет спорткомплекса, эмблема Олимпиады; - (И) — Здания Олимпийского спортивного комплекса, олимпийский факел. |             | 19.07.1980: - пять СПШ: Москва, почтамт (сюжеты «Баскетбол», «Бокс», «Водное поло», «Плавание», «Современное пятиборье») |
| 86            | 03.07.1980                      | 4 коп.           | Горкин, Н.                          | Игры XXII Олимпиады, Москва. Олимпийские объекты: универсальный спортивный зал «Дружба». - (М) — Макет сооружения, эмблема Олимпиады; - (И) — Здание спортивного зала «Дружба», олимпийский факел. |             | 19.07.1980: - СПШ: Москва, почтамт (сюжет «Волейбол») |
| 87            | 10.07.1980                      | 4 коп.           | Богачёв, И.                         | 100-летие Феодосийской картинной галереи им. И. К. Айвазовского. - (М) — Парусник (деталь картины Айвазовского «Черноморский флот в Феодосии»); - (И) — Памятник художнику на фоне здания картинной галереи. |             | 29.07.1980: - СПШ: Феодосия, УС |
| 88            | 29.08.1980                      | 4 коп.           | Аксамит, А.                         | 50-летие Московского авиационного института (МАИ). - (М) — «Квант» — спортивный самолёт, спроектированный студентами института; - (И) — Юбилейная эмблема МАИ на фоне условного изображения этапов учебного процесса, ордена института. |             | 29.08.1980: - СПШ (ПД): Москва, почтамт |
| 89            | 18.09.1980                      | 4 коп.           | Левиновский, Ю.                     | Сверхдальний перелёт самолёта Ил-18Д по маршруту Москва — Антарктида — Москва. - (М) — Научно-исследовательское судно «Профессор Визе», роза ветров; - (И) — Самолёт Ил-18Д, маршрут перелёта, советская антарктическая станция «Молодёжная». |             | 10.02.1981: - СПШ: Москва, почтамт |
| 90            | 23.11.1980                      | 4 коп.           | Комлев, Г.                          | 60-летие Военно-воздушной академии им. проф. Н. Е. Жуковского. - (М) — Барельефный портрет Н. Е. Жуковского, основоположника современной аэродинамики; - (И) — Здание академии на фоне знамён сухопутных войск и военно-воздушных сил СССР, ордена академии. |             | 23.11.1980: - СПШ (ПД): Москва, почтамт |
| 1981          |                                 |                  |                                     | |             | |
| 91            | 13.02.1981                      | 4 коп.           | Колганов, В.                        | 25-летие советской антарктической обсерватории «Мирный». - (М) — Вездеход антарктической экспедиции, антарктический пейзаж; - (И) — Здание обсерватории «Мирный», контуры полярного континента, научно-исследовательское судно «Михаил Сомов». |             | 13.02.1981: - СПШ (ПД): Ленинград, почтамт |
| 92            | 16.02.1981                      | 4 коп.           | Горлищев, С.                        | XXVI съезд КПСС. - (М) — Портрет В. И. Ленина на фоне красных флагов, монумент «Рабочий и колхозница»; - (И) — Лозунг «Слава КПСС!», советские государственные символы — серп и молот, красная звезда на фоне стилизованного красного флага. |             | 22.02—03.03.1981: - два СПШ: Москва, почтамт |
| 93            | 11.03.1981                      | 4 коп.           | Арцименев, Ю.                       | 15-летие Всесоюзного общества филателистов. - (М) — Условное изображение почтовых марок; - (И) — Советские почтовые марки на фоне филателистического альбома, эмблема общества. |             | 11.03.1981: - СПШ (ПД): Москва, почтамт |
| 94            | 11.03.1981                      | 4 коп.           | Коновалов, В.                       | 50-летие Всесоюзного физкультурного комплекса «Готов к труду и обороне» (ГТО). - (М) — Значок ГТО на фоне условного изображения стадионных беговых дорожек; - (И) — Юбилейная дата в окружении физкультурников, сдающих нормы ГТО. |             | 11.03.1981: - СПШ (ПД): Москва, почтамт |
| 95            | 20.03.1981                      | 4 коп.           | Арцименев, Ю.                       | 60-летие Московского электротехнического института связи (МЭИС). - (М) — Здание института в окружении условного изображения радиоволн; - (И) — Экран осциллографа с аббревиатурой института. |             | 20.03.1981: - СПШ (ПД): Москва, почтамт |
| 96            | 12.04.1981                      | 4 коп.           | Комлев, Г.                          | 20-летие первого в мире полёта человека в космос. - (М) — Космический корабль «Восток» на фоне космического пространства и Земли, знак лётчика-космонавта; - (И) — Портрет Ю. А. Гагарина в скафандре, стартующая ракета-носитель «Восток». |             | 12.04.1981: - пять СПШ (ПД): космодром Байконур; Гагарин, УС; Звёздный городок; Калуга, почтамт; Москва, почтамт - ШПД: Москва, почтамт |
| 97            | 05.05.1981                      | 4 коп.           | Стрельников, Р.                     | 125-летие Государственной Третьяковской галереи. - (М) — Фасад галереи; - (И) — Памятник основателю галереи П. М. Третьякову перед зданием музея. |             | 20.11.1981: - СПШ: Москва, почтамт |
| 98            | 22.08.1981                      | 4 коп.           | Арцименев, Ю.                       | 10-летие программы ЮНЕСКО «Человек и биосфера» (MAB). - (М) — Эмблема программы на фоне городского и индустриального пейзажа; - (И) — композиция, символизирующая защиту окружающей среды: дубовые листья, лебеди, олени. |             | 23.09.1981: - СПШ: Москва, 101000 |
| 1982          |                                 |                  |                                     | |             | |
| 99            | 19.01.1982                      | 4 коп.           | Комлев, Г.                          | 1500-летие основания Киева. - (М) — Праздничный фейерверк над Крещатиком, медаль города-героя «Золотая звезда»; - (И) — Киевский монумент «Родина-мать» на фоне других киевских достопримечательностей, герб города. |             | 28—30.05.1982: - СПШ: Киев, почтамт |
| 100           | 04.02.1982                      | 4 коп.           | Арцименев, Ю.                       | XIX съезд ВЛКСМ. - (М) — Памятный текст на фоне Кремлёвского дворца съездов, кремлёвской башни и флага СССР; - (И) — Комсомольский значок в окружении орденских лент — наград комсомола, золотая лавровая ветвь. |             | 18—21.05.1982: - СПШ (переводной): Москва, почтамт |
| 101           | 04.03.1982                      | 4 коп.           | Комлев, Г.                          | IX всемирный конгресс кардиологов. - (М) — лента кардиограммы и условное изображение сердца на фоне эмблемы конгресса; - (И) — Выдающиеся учёные кардиологи: Пол Дадли Уайт и Александр Мясников. |             | 04.03.1982: - ШПД: Москва, почтамт 20—26.06.1982: - два СПШ: Москва, Д-610; Москва, К-495 |
| 102           | 15.04.1982                      | 4 коп.           | Бронфенбренер, Ю.                   | Филателистическая выставка городов-героев. Москва. - (М) — Орден Победы на фоне башни Кремля и купола Сенатского дворца; - (И) — Деталь памятника москвичам-ополченцам Фрунзенского района столицы, гвардейская лента и медаль «Золотая звезда». |             | 15.04.1982: - ШПД: Москва, почтамт 08—12.05.1982: - СПШ: Москва, К-3 |
| 103           | 25.05.1982                      | 4 коп.           | Комлев, Г.                          | Вторая конференция ООН по исследованию и использованию космического пространства в мирных целях. Вена. - (М) — Планета Земля в окружении искусственных спутников, эмблема ООН; - (И) — Стартующий космический корабль на фоне символических изображений космических исследований в разных отраслях науки. |             | 25.05.1982: - ШПД: Москва, почтамт 09.08.1982: - СПШ: Москва, межд. почтамт |
| 104           | 15.06.1982                      | 4 коп.           | Шевцов, Н.                          | 100-летие со дня рождения Янки Купалы, народного поэта Белоруссии. - (М) — Скульптурный портрет поэта в рамке из национального белорусского орнамента; - (И) — Янка Купала на фоне мемориального музея поэта в Минске. |             | 15.06.1982: - ШПД: Москва, почтамт 07.07.1982: - СПШ: Минск, почтамт |
| 105           | 19.07.1982                      | 4 коп.           | Левиновский, Ю.                     | Всесоюзный слёт трудовых объединений школьников. Целиноград - (М) — Портрет В. И. Ленина на флаге, звезда, колос и шестерня на фоне раскрытой книги; - (И) — Юноша и девушка на фоне иллюстраций различных видов трудовой деятельности. |             | 19.07.1982: - ШПД: Москва, почтамт 26—30.07.1982: - СПШ: Целиноград, почтамт |
| 106           | 25.08.1982                      | 4 коп.           | Аксамит, А.                         | 60-летие конструкторского бюро им. А. Н. Туполева. - (М) — Барельефный портрет академика А. Н. Туполева, самолёт АНТ-2; - (И) — Эмблема КБ, пассажирские самолёты Ту-104 и Ту-154. |             | 25.08.1982: - ШПД: Москва, почтамт 22.09.1982: - СПШ: Москва, почтамт |
| 107           | 30.08.1982                      | 4 коп.           | Стрельников, Р.                     | 125-летие со дня рождения К. Э. Циолковского. - (М) — Здание Государственного музея истории космонавтики им. Циолковского в Калуге; - (И) — Скульптурный портрет основоположника космонавтики К. Э. Циолковского. |             | 30.08.1982: - ШПД: Москва, почтамт 17.09.1982: - три СПШ: Калуга, почтамт; Киров, почтамт; Москва, почтамт |
| 108           | 20.09.1982                      | 4 коп.           | Аксамит, А.                         | 50-летие начала освоения Северного морского пути. - (М) — Стилизованная роза ветров на фоне скрещенных якорей, условное изображение маршрута, вымпел торгового флота СССР; - (И) — Караван судов, возглавляемый ледоколом «Сибирь», в арктических водах. Схема Северного морского пути. |             | 20.09.1982: - ШПД: Москва, почтамт 17.12.1982: - три СПШ: Архангельск, 61; Москва, почтамт; Мурманск, 38 |
| 109           | 14.10.1982                      | 4 коп.           | Комлев, Г. и Шарангович, В.         | 100-летие со дня рождения Якуба Коласа. - (М) — раскрытая книга с автографом Коласа на фоне музея поэта в Минске; - (И) — Портрет Якуба Коласа. |             | 14.10.1982: - ШПД: Москва, почтамт 03.11.1982: - СПШ: Минск, почтамт |
| 110           | 03.12.1982                      | 4 коп.           | Шмидштейн, А.                       | 60-летие образования СССР. - (М) — Государственные символы СССР — герб и флаг, памятные даты, лавровая ветвь; - (И) — Памятный текст, серп и молот в солнечном сиянии, муаровая лента Ордена дружбы народов. |             | 03.12.1982: - ШПД: Москва, почтамт 21—22.12.1982: - СПШ: Москва, почтамт 30.12.1982: - шестнадцать СПШ: Алма-Ата, почтамт; Ашхабад, почтамт; Баку, почтамт; Вильнюс, почтамт; Душанбе, почтамт; Ереван, почтамт; Киев, почтамт; Кишинёв, почтамт; Ленинград, почтамт; Минск, почтамт; Москва, межд. почтамт; Рига, почтамт; Таллин, почтамт; Ташкент, почтамт; Тбилиси, почтамт; Фрунзе, почтамт                                                                              |
| 1983          |                                 |                  |                                     | |             | |
| 111           | 09.02.1983                      | 4 коп.           | Савицкий, Г.                        | 200-летие со дня рождения поэта В. А. Жуковского. - (М) — Атрибуты поэзии — лира и гусиное перо, лавровая ветвь в классицистическом орнаменте; - (И) — Портрет поэта в овальном медальоне на золотистой ленте. |             | 09.02.1983: - ШПД (стандартный): Москва, почтамт |
| 112           | 16.02.1983                      | 4 коп.           | Панченко, Т.                        | IX съезд ДОСААФ СССР. - (М) — Нагрудный знак члена общества, орденские ленты орденов, которыми награждено ДОСААФ; - (И) — Флаги трёх родов войск Вооружённых сил СССР, лавровая ветвь, увитая красной лентой. |             | 16.02.1983: - ШПД (стандартный): Москва, почтамт |
| 113           | 25.04.1983                      | 4 коп.           | Дворников, Н. (марка)               | 100-летие со дня рождения маршала Советского Союза С. М. Будённого. - (М) — Памятник героям Гражданской войны «Тачанка» близ города Каховка; - (И) — Портрет маршала Будённого. |             | 25.04.1983: - ШПД (стандартный): Москва, почтамт |
| 113           | 25.04.1983                      | 4 коп.           | Бендель, П. (илл.)                  | 100-летие со дня рождения маршала Советского Союза С. М. Будённого. - (М) — Памятник героям Гражданской войны «Тачанка» близ города Каховка; - (И) — Портрет маршала Будённого. |             | 25.04.1983: - ШПД (стандартный): Москва, почтамт |
| 114           | 30.04.1983                      | 4 коп.           | Мартынов, И.                        | 60-летие Союза обществ Красного Креста и Красного Полумесяца СССР. - (М) — Нагрудный знак члена общества; - (И) — Эмблема общества на фоне стилизованного изображения земного шара. |             | 30.04.1983: - ШПД (стандартный): Москва, почтамт |
| 115           | 05.05.1983                      | 4 коп.           | Комлев, Г.                          | 165-летие со дня рождения Карла Маркса. - (М) — Титульные листы первых изданий «Манифеста коммунистической партии» и «Капитала»; - (И) — Портрет Карла Маркса. |             | 05.05.1983: - ШПД: Москва, почтамт |
| 115           | 05.05.1983                      | 4 коп.           | Бендель, П. (илл.)                  | 165-летие со дня рождения Карла Маркса. - (М) — Титульные листы первых изданий «Манифеста коммунистической партии» и «Капитала»; - (И) — Портрет Карла Маркса. |             | 05.05.1983: - ШПД: Москва, почтамт |
| 116           | 16.05.1983                      | 4 коп.           | Левиновский, Ю.                     | Международная специализированная выставка «Автоматизация-83». - (М) — Оператор, контролирующий управление, условное изображение процесса автоматизации; - (И) — Эмблема выставки на фоне различных сфер применения автоматизации в народном хозяйстве. |             | 16.05.1983: - ШПД (стандартный): Москва, почтамт 25.05—08.06.1983: - СПШ: Москва, Д-610 |
| 117           | 23.07.1983                      | 4 коп.           | Комлев, Г.                          | VIII Летняя Спартакиада народов СССР. - (М) — Эмблема Спартакиады на фоне условного изображения стадионных беговых дорожек; - (И) — Советский спортсмен — призёр соревнований. Драматические моменты спортивных состязаний, арена и трибуны Центрального стадиона им. Ленина в Москве. |             | 23.07.1983: - ШПД (стандартный): Москва, почтамт 23.07—06.08.1983: - СПШ: Москва, Г-277 |
| 118           | 18.08.1983                      | 4 коп.           | Смирнов, А.                         | Международная филателистическая выставка «Соцфилэкс-83» в Москве. - (М) — Эмблема выставки, здание Экспоцентра в Москве на Красной Пресне; - (И) — Символы индустриального развития и научно-технического прогресса на фоне здания СЭВ в Москве и условного изображения почтовой марки. |             | 18.08.1983: - ШПД: Москва, почтамт 14—23.10.1983: - СПШ: Москва, Д-100 |
| 119           | 19.10.1983                      | 4 коп.           | Ряховский, Ю.                       | Устраним угрозу войны! - (М) — Антивоенная демонстрация; - (И) — Пальмовая ветвь, условное изображение Земного шара. |             | 18.08.1983: - ШПД: Москва, почтамт |
| 120           | 21.10.1983                      | 4 коп.           | Аксамит, А.                         | 50-летие Опытно-конструкторского бюро им. С. В. Ильюшина. - (М) — Барельефный портрет академика Ильюшина, авиаконструктора, штурмовик Ил-2; - (И) — Эмблема конструкторского бюро, самолёты Ил-86, Ил-62, Ил-76 в полёте. |             | 21.10.1983: - ШПД (стандартный): Москва, почтамт |
| 121           | 17.11.1983                      | 4 коп.           | Косоруков, Г. (марка)               | 100-летие со дня рождения Ф. Г. Чучина. - (М) — Красные гвоздики, оплетённые красной лентой, на фоне условного изображения почтовой марки; - (И) — Портрет Ф. Г. Чучина, организатора советской филателии. |             | 17.11.1983: - ШПД (стандартный): Москва, почтамт |
| 121           | 17.11.1983                      | 4 коп.           | Бендель, П. (илл.)                  | 100-летие со дня рождения Ф. Г. Чучина. - (М) — Красные гвоздики, оплетённые красной лентой, на фоне условного изображения почтовой марки; - (И) — Портрет Ф. Г. Чучина, организатора советской филателии. |             | 17.11.1983: - ШПД (стандартный): Москва, почтамт |
| 122           | 23.12.1983                      | 4 коп.           | Левиновский, Ю.                     | Продовольственная программа в действии. - (М) — Хлебный сноп на фоне красного флага, панорама современного благоустроенного села; - (И) — Работник и работница сельского хозяйства на фоне хлебных колосьев, аллегорическое изображение перемен в жизни современного села. |             | 23.12.1983: - ШПД (стандартный): Москва, почтамт |
| 1984          |                                 |                  |                                     | |             | |
| 123           | 06.01.1984                      | 4 коп.           | Мартынов, И.                        | 100-летие со дня рождения художника И. И. Бродского. - (М) — Атрибуты живописи — палитра и кисти на фоне рамы живописного полотна, букет гвоздик, увитый красной лентой; - (И) — Портрет художника, золотая лавровая ветвь, переплетённая орденской лентой ордена Ленина. |             | 06.01.1984: - ШПД: Москва, почтамт |
| 124           | 18.06.1984                      | 4 коп.           | Косоруков, Г. (марка)               | 80-летие со дня рождения маршала И. Т. Пересыпкина. - (М) — Эмблема войск связи СССР на фоне условных радиоволн, лавровая ветвь в красной ленте; - (И) — Портрет маршала войск связи И. Т. Пересыпкина. |             | 18.06.1984: - ШПД: Москва, почтамт |
| 124           | 18.06.1984                      | 4 коп.           | Бендель, П. (илл.)                  | 80-летие со дня рождения маршала И. Т. Пересыпкина. - (М) — Эмблема войск связи СССР на фоне условных радиоволн, лавровая ветвь в красной ленте; - (И) — Портрет маршала войск связи И. Т. Пересыпкина. |             | 18.06.1984: - ШПД: Москва, почтамт |
| 125           | 18.06.1984                      | 4 коп.           | Серебряков, Г.                      | XIX конгресс Всемирного почтового союза в Гамбурге. - (М) — Схематичная карта мира в центре условного изображения почтовой марки, голубь и самолёт, символизирующие средства доставки почты; - (И) — Эмблема Всемирного почтового союза, условная почтовая марка и лента с памятным текстом. |             | 18.06.1984: - ШПД: Москва, почтамт 19—26.06.1984: - СПШ: Гамбург |
| 126           | 18.06.1984                      | 20 коп.          | Калашников, А.                      | Комплект «Золотое кольцо России». Москва. - (М) — Рубиновая звезда башни Московского Кремля; - (И) — Московский Кремль, на переднем плане — Спасская башня. Эмблема серии. |             | 18.06.1984: - ШПД: Москва, почтамт |
| 127           | 18.06.1984                      | 20 коп.          | Калашников, А.                      | Комплект «Золотое кольцо России». Загорск. - (М) — Элемент старинного герба города — бердыш; - (И) — Троице-Сергиев монастырь. Эмблема серии. |             | 18.06.1984: - ШПД: Москва, почтамт |
| 128           | 18.06.1984                      | 20 коп.          | Калашников, А.                      | Комплект «Золотое кольцо России». Александров. - (М) — Элемент герба города — наковальня; - (И) — На переднем плане — старинный печатный станок. Достопримечательности Александрова. Эмблема серии. |             | 18.06.1984: - ШПД: Москва, почтамт |
| 129           | 18.06.1984                      | 20 коп.          | Калашников, А.                      | Комплект «Золотое кольцо России». Переславль-Залесский. - (М) — Фрагмент герба города — золотые сельди; - (И) — Панорама исторической части города с земляными валами и древними соборами. Эмблема серии. |             | 18.06.1984: - ШПД: Москва, почтамт |
| 130           | 18.06.1984                      | 20 коп.          | Калашников, А.                      | Комплект «Золотое кольцо России». Ростов. - (М) — Геральдический символ города — олень; - (И) — Звонница Успенского собора в Ростове. Эмблема серии. |             | 18.06.1984: - ШПД: Москва, почтамт |
| 131           | 18.06.1984                      | 20 коп.          | Калашников, А.                      | Комплект «Золотое кольцо России». Ярославль. - (М) — Геральдический символ города — медведь с протазаном; - (И) — Спасо-Преображенский монастырь. Эмблема серии. |             | 18.06.1984: - ШПД: Москва, почтамт |
| 132           | 18.06.1984                      | 20 коп.          | Калашников, А.                      | Комплект «Золотое кольцо России». Кострома. - (М) — Геральдический символ города — галера; - (И) — Вид на одну из достопримечательностей города — пожарную каланчу. Эмблема серии. |             | 18.06.1984: - ШПД: Москва, почтамт |
| 133           | 18.06.1984                      | 20 коп.          | Калашников, А.                      | Комплект «Золотое кольцо России». Иваново. - (М) — Элементы советского герба города — горящий факел и веретено; - (И) — Монумент «Борцам революции 1905 года», городской музей первого в истории Совета рабочих депутатов. Эмблема серии. |             | 18.06.1984: - ШПД: Москва, почтамт |
| 134           | 18.06.1984                      | 20 коп.          | Калашников, А.                      | Комплект «Золотое кольцо России». Суздаль. - (М) — Геральдический символ города — сокол; - (И) — Достопримечательности Суздальского кремля. Эмблема серии. |             | 18.06.1984: - ШПД: Москва, почтамт |
| 135           | 18.06.1984                      | 20 коп.          | Калашников, А.                      | Комплект «Золотое кольцо России». Владимир. - (М) — Геральдический символ города — Лев с серебряным крестом; - (И) — Успенский собор во Владимире. Эмблема серии. |             | 18.06.1984: - ШПД: Москва, почтамт |
| 136           | 01.08.1984                      | 4 коп.           | Коновалов, В.                       | XXVII Международный геологический конгресс, Москва. - (М) — Спасская башня Кремля между Земным шаром, опоясанным лентой с памятным текстом, и эмблемой конгресса; - (И) — На картуше — карта-схема геологических зон на территории СССР. |             | 01.08.1984: - ШПД: Москва, почтамт 04—14.08.1984: - СПШ: Москва, почтамт |
| 137           | 01.08.1984                      | 4 коп.           | Колганов, В.                        | IX Международная конференция по физике облаков, Таллин. - (М) — Один из символов Таллина — флюгер Старый Тоомас на фоне грозовых облаков и летящего самолёта; - (И) — Вид из космоса на циклон над Балтийским морем, передвижная метеорологическая обсерватория, технические средства для метеонаблюдений. |             | 01.08.1984: - ШПД: Москва, почтамт 22.08.1984: - СПШ: Таллин, почтамт |
| 138           | 07.08.1984                      | 4 коп.           | Котырев, А.                         | 125-летие со дня рождения архитектора Ф. О. Шехтеля. - (М) — Здание Ярославского вокзала в Москве, построенного по проекту Шехтеля; - (И) — Портрет архитектора. |             | 07.08.1984: - ШПД: Москва, почтамт |
| 139           | 14.09.1984                      | 4 коп.           | Шмидштейн, А.                       | 1000-летие города Житомира. - (М) — Щит с памятным текстом, символы военных сражений за город в прошлом и города как индустриального центра в настоящем; - (И) — Достопримечательности Житомира в обрамлении национального украинского растительного орнамента. |             | 14.09.1984: - ШПД: Москва, почтамт |
| 140           | 04.10.1984                      | 4 коп.           | Никитин, Е.                         | V съезд Всесоюзного общества филателистов. Москва. - (М) — Эмблема съезда в виде римской цифры V, в которую заключена эмблема общества, на фоне стилизованной почтовой марки; - (И) — Филателистическая лупа, стилизованная под изображение Земного шара, советские почтовые марки. |             | 04.10.1984: - ШПД: Москва, почтамт 04—05.10.1984: - СПШ: Москва, В-604 |
| 141           | 20.10.1984                      | 4 коп.           | Комлев, Г.                          | 80-летие со дня рождения А. А. Морозова, конструктора танков. - (М) — Щит с памятным текстом на фоне танка и инженерно-конструкторских атрибутов; - (И) — Портрет Главного конструктора танков А. А. Морозова. |             | 20.10.1984: - ШПД: Москва, почтамт |
| 142ф          | 04.11.1984                      | 4 коп.           | Толкачёв, А.                        | 200-летие со дня рождения архитектора О. И. Бове. - (М) — Триумфальные ворота в Москве, сооружённые по проекту Бове; - (И) — Портрет архитектора в восьмиугольной рамке, золотая лавровая ветвь. |             | 04.11.1984: - ШПД: Москва, почтамт |
| 1985          |                                 |                  |                                     | |             | |
| 143           | 29.01.1985                      | 4 коп.           | Зайцев, Л.                          | 125-летие со дня рождения писателя и драматурга А. П. Чехова. - (М) — Открытая книга с памятным текстом, юбилейная эмблема, подсвечник, занавес Московского художественного театра с эмблемой театра — чайкой; - (И) — Портрет А. П. Чехова и факсимиле писателя. |             | 29.01.1985: - ШПД: Москва, почтамт - два СПШ (ПД): Таганрог, УС; Ялта-37 |
| 144           | 09.02.1985                      | 4 коп.           | Сайко, И.                           | 100-летие со дня рождения В. С. Терьяна, армянского поэта и общественного деятеля. - (М) — Стилизованная открытая книга с памятным текстом на фоне орнамента с национальными армянскими мотивами и стилизованной почтовой марки; - (И) — Портрет поэта в круговой орнаментальной рамке. |             | 09.02.1985: - ШПД: Москва, почтамт - СПШ (ПД): Ереван, почтамт |
| 145           | 18.03.1985                      | 4 коп.           | Леонов, А. и Комлев, Г.             | 20-летие первого в истории выхода человека в открытый космос. - (М) — Памятная медаль с профильными портретами космонавтов Павла Беляева и Алексея Леонова, отчеканенная в честь события. Выход Алексея Леонова из космического корабля «Восход-2» в открытый космос; - (И) — Алексей Леонов в открытом космосе (вверху), выход Владимира Ляхова в открытый космос из станции «Салют-6» (слева), работа в открытом космосе женщины-космонавта Светланы Савицкой (внизу). |             | 18.03.1985: - ШПД: Москва, почтамт - СПШ (ПД): Звёздный городок |
| 146           | 15.05.1985                      | 4 коп.           | Иванов, В.                          | 50-летие Московского метрополитена. - (М) — Награда метрополитена — орден Ленина и его орденская лента; - (И) — Перронный зал станции одной из первых станций «Кропоткинская», эмблема московского метро. |             | 15.05.1985: - ШПД: Москва, почтамт |
| 147           | 28.05.1985                      | 4 коп.           | Козлов, И.                          | 80-летие Иваново-Вознесенского общегородского Совета рабочих депутатов — прообраза органов советской власти. - (М) — Памятник «Борцам революции», новое здание музея первого Совета рабочих депутатов; - (И) — Памятники организатору иваново-вознесенской стачки 1905 года Ф. А. Афанасьеву и жертвам расстрела рабочих на реке Талке, революционные символы — красное полотнище, факел, красная лента.                                                                 |             | 28.05.1985: - ШПД: Москва, почтамт |
| 148           | 19.06.1985                      | 4 коп.           | Стрельников, Р.                     | 15-летие полёта космического корабля «Союз-9». - (М) — «Союз-9» в полёте на фоне Земли, условного изображения космического пространства и Солнца; - (И) — Андриян Николаев и Виталий Севастьянов — члены экипажа «Союза-9», совершившие первый долговременный полёт, на фоне стартующей ракеты-носителя «Союз» и Земли. |             | 19.06.1985: - ШПД: Москва, почтамт |
| 149           | 26.06.1985                      | 4 коп.           | Комлев, Г.                          | 60-летие со дня рождения лётчика-космонавта П. И. Беляева и 20-летие его полёта на космическом корабле «Восход-2». - (М) — «Восход-2» на фоне почтовой марки СССР № 3174, посвящённой космонавту; - (И) — Портрет Павла Беляева на фоне космического пространства, знак лётчика-космонавта и лавровая ветвь. |             | 26.06.1985: - ШПД: Москва, почтамт |
| 150           | 02.09.1985                      | 4 коп.           | Шевцов, Н.                          | Матч на первенство мира по шахматам в Москве. - (М) — Эмблема Международной шахматной федерации (ФИДЕ); - (И) — Шахматные фигуры — ладья и ферзь, алая лента, обрамляющая фигуры, условное изображение башни Московского Кремля. |             | 02.09.1985: - ШПД: Москва, почтамт 03.09—10.11.1985: - СПШ (переводной): Москва, почтамт |
| 151           | 31.10.1985                      | 4 коп.           | Бронфенбренер, Ю. (марка)           | 150-летие со дня рождения латышского фольклориста Кришьяниса Барона. - (М) — Атрибуты литературы — раскрытая книга, гусиное перо, элементы национального латышского орнамента; - (И) — Портрет Кришьяниса Барона. |             | 31.10.1985: - ШПД: Рига-50 |
| 151           | 31.10.1985                      | 4 коп.           | Полис, М. (илл.)                    | 150-летие со дня рождения латышского фольклориста Кришьяниса Барона. - (М) — Атрибуты литературы — раскрытая книга, гусиное перо, элементы национального латышского орнамента; - (И) — Портрет Кришьяниса Барона. |             | 31.10.1985: - ШПД: Рига-50 |
| 152           | 22.12.1985                      | 4 коп.           | Сайко, И.                           | 100-летие со дня рождения оперного певца Кипраса Петраускаса. - (М) — Памятный текст в овале на фоне театрального занавеса с атрибутами театра — масками, и музыки — скрипичным ключом и лиры; - (И) — Портрет народного артиста СССР Кипраса Петраускаса. |             | 22.12.1985: - ШПД: Москва, почтамт - СПШ (ПД): Вильнюс, почтамт |
| 1986          |                                 |                  |                                     | |             | |
| 153           | 03.01.1986                      | 4 коп.           | Аксамит, А.                         | XXVII съезд КПСС. - (М) — Значок делегата съезда с барельефным портретом В. И. Ленина на фоне красного знамени. Кремлёвский дворец съездов и Спасская башня Кремля; - (И) — Флаг СССР над панорамой советских индустриальных достижений. |             | 03.01.1986: - ШПД: Москва, почтамт 25.02—06.03.1986: - СПШ: Москва, почтамт - СПШ (переводной): Москва, почтамт |
| 154           | 24.01.1986                      | 4 коп.           | Толкачёв, А.                        | 200-летие со дня рождения архитектора А. А. Монферрана. - (М) — Исаакиевский собор в Ленинграде (Санкт-Петербурге) — основное творение архитектора; - (И) — Портрет архитектора на фоне чертежа фасада Исаакиевского собора. |             | 24.01.1986: - ШПД: Москва, почтамт |
| 155           | 06.03.1986                      | 4 коп.           | Зайцев, Л.                          | 100-летие со дня рождения оперной певицы Н. А. Обуховой. - (М) — Памятный текст в овале с лавровой ветвью, Большой театр в Москве, театральный занавес с символами театра — масками трагедии и комедии; - (И) — Портрет народной артистки СССР на фоне театральных образов, созданных ею на сцене театра. |             | 06.03.1986: - ШПД: Москва, почтамт |
| 156           | 14.03.1986                      | 4 коп.           | Иванов, В.                          | 100-летие со дня рождения графика и живописца В. А. Фаворского. - (М) — Инструменты гравёра, процесс получения гравюрного оттиска; - (И) — Портрет художника за работой над гравюрой. |             | 14.03.1986: - ШПД: Москва, почтамт |
| 157           | 30.06.1986                      | 4 коп.           | Левиновский, Ю.                     | 20-летие советско-французского сотрудничества в космосе. - (М) — Эмблемы «Интеркосмоса» и Национального центра космических исследований Франции на фоне флагов СССР и Франции; - (И) — Летящая в космическом пространстве юбилейная дата «XX лет», автоматическая межпланетная станция «Вега», Земля, опоясанная орбитами космических аппаратов. |             | 30.06.1986: - ШПД: Москва, почтамт - СПШ (ПД): Звёздный городок |
| 158           | 20.07.1986                      | 4 коп.           | Шмидштейн, А.                       | 50-летие рекордного беспосадочного перелёта по маршруту Москва — Дальний Восток. - (М) — Участники перелёта: В. П. Чкалов, Г. Ф. Байдуков, А. В. Беляков, медаль «Золотая звезда», лавровая ветвь и красная лента; - (И) — Самолёт АНТ-25 (РД), схема рекордного перелёта. |             | 20.07.1986: - ШПД: Москва, почтамт |
| 159           | 06.08.1986                      | 4 коп.           | Хмелёв, В.                          | 25-летие полёта Г. С. Титова на космическом корабле «Восток-2». - (М) — Памятный текст, вписанный в пятиугольник, космический восход Солнца над Землёй, старт корабля «Восток-2»; - (И) — Портрет второго космонавта СССР Германа Титова, ракета-носитель «Восток» на стартовом столе. |             | 06.08.1986: - ШПД: Москва, почтамт - два СПШ (ПД): космодром Байконур; Звёздный городок |
| 159           | 06.08.1986                      | 4 коп.           | Комлев, Г.                          | 25-летие полёта Г. С. Титова на космическом корабле «Восток-2». - (М) — Памятный текст, вписанный в пятиугольник, космический восход Солнца над Землёй, старт корабля «Восток-2»; - (И) — Портрет второго космонавта СССР Германа Титова, ракета-носитель «Восток» на стартовом столе. |             | 06.08.1986: - ШПД: Москва, почтамт - два СПШ (ПД): космодром Байконур; Звёздный городок |
| 160           | 18.12.1986                      | 4 коп.           | Панченко, Т.                        | Полярная лыжная экспедиция газеты «Комсомольская правда». - (М) — Схема Арктики с советскими полярными станциями СП-26 и СП-27, Полюс относительной недоступности, часть маршрута экспедиции, соединяющая эти точки, на фоне арктического пейзажа и северного сияния; - (И) — Участники экспедиции на марше в условиях полярной ночи. |             | 18.12.1986: - ШПД: Москва, почтамт |
| 1987          |                                 |                  |                                     | |             | |
| 161           | 02.01.1987                      | 4 коп.           | Арцименев. Ю.                       | 150-летие со дня рождения композитора М. А. Балакирева. - (М) — Нотная тетрадь на пюпитре, лавровый венок, обрамляющий дирижёрскую палочку; - (И) — Портрет композитора, лавровая ветвь. |             | 02.01.1987: - ШПД: Москва, почтамт - СПШ (ПД): Горький, почтамт |
| 162           | 13.04.1987                      | 4 коп.           | Левиновский, Ю.                     | 20-летие сотрудничества социалистических стран по программе «Интеркосмос». - (М) — Эмблема «Интеркосмоса» на фоне условного изображения космического пространства; - (И) — Композиция из флагов стран-участниц программы в виде надутых парусов над орбитальным комплексом «Салют» — «Союз». |             | 13.04.1987: - ШПД: Москва, почтамт - СПШ (ПД): Звёздный городок |
| 163           | 09.05.1987                      | 4 коп.           | Горкин, Н.                          | Города-герои СССР (продолжение серии). Мурманск. - (М) — Орден Победы на красном щите, стилизованное красное знамя на фоне гвардейской ленты; - (И) — Боевые корабли ВМФ СССР периода Великой Отечественной войны близ береговой линии Кольского полуострова, медаль «Золотая звезда», золотая лавровая ветвь и гвардейская лента. |             | 09.05.1987: - ШПД: Мурманск-38 |
| 164           | 09.05.1987                      | 4 коп.           | Горкин, Н.                          | Города-герои СССР (продолжение серии). Смоленск. - (М) — Орден Победы на красном щите, стилизованное красное знамя на фоне гвардейской (георгиевской) ленты; - (И) — Городская крепостная стена конца XVI — начала XVII века с башнями, медаль «Золотая звезда», золотая лавровая ветвь и гвардейская лента. |             | 09.05.1987: - ШПД: Смоленск, почтамт |
| 165           | 08.06.1987                      | 4 коп.           | Зайцев, Л.                          | 150-летие со дня рождения художника И. К. Крамского. - (М) — Атрибуты живописи — палитра и кисти на фоне фрагмента рамы живописного полотна; - (И) — Автопортрет художника и его факсимиле. |             | 08.06.1987: - ШПД: Москва, почтамт - СПШ (ПД): Острогожск, УС |
| 166           | 15.08.1987                      | 4 коп.           | Арцименев. Ю.                       | 200-летие со дня рождения композитора А. А. Алябьева. - (М) — Соловей в обрамлении золотого лаврового венка — символ самого известного произведения композитора, атрибуты музыки — музыкальные инструменты на раскрытых нотных тетрадях; - (И) — Портрет композитора в овальном медальоне, лавровая ветвь. |             | 15.08.1987: - ШПД: Москва, почтамт - СПШ (ПД): Тобольск, УС |
| 167           | 23.08.1987                      | 4 коп.           | Калашников, А.                      | 100-летие со дня рождения пионера отечественной ракетной техники Ф. А. Цандера. - (М) — Готовая к старту ракета ГИРД-X; - (И) — портрет учёного, конструктора и изобретателя на фоне ракеты. |             | 23.08.1987: - ШПД: Москва, почтамт - СПШ (ПД): Рига-50 |
| 168           | 19.09.1987                      | 4 коп.           | Зайцев, Л.                          | 100-летие со дня рождения актрисы В. Н. Пашенной. - (М) — Театральный занавес и букет роз; - (И) — Портрет народной артистки СССР Веры Пашенной на фоне здания Малого театра, в котором актриса проработала много лет. |             | 19.09.1987: - ШПД: Москва, почтамт |
| 169           | 17.10.1987                      | 4 коп.           | Коновалов, В.                       | Всесоюзная филателистическая выставка в честь 70-летия Октябрьской революции «Великий Октябрь» в Ленинграде (Санкт-Петербурге). - (М) — Эмблема выставки на фоне орденской ленты ордена Октябрьской революции, пшеничный колос, советские символы — серп и молот; - (И) — Стилизованная почтовая марка с крейсером «Аврора» на фоне флага СССР, лавровая ветвь и красная лента с юбилейным текстом.                                                                      |             | 17.10.1987: - ШПД: Ленинград, почтамт 17—25.10.1987: - СПШ (переводной): Ленинград, почтамт 18.10.1987: - СПШ: Ленинград, почтамт (сюжет «День космической филателии») 23.10.1987: - СПШ: Ленинград, почтамт (сюжет «День Ленинианы») 25.10.1987: - СПШ: Ленинград, почтамт (сюжет «День юного филателиста») |
| 170           | 08.11.1987                      | 4 коп.           | Арцименев, Ю.                       | 100-летие со дня рождения композитора Ю. А. Шапорина. - (М) — Пюпитр с нотами на фоне условного изображения театральной сцены и музыкальных инструментов; - (И) — Портрет композитора в овальной рамке. |             | 08.11.1987: - ШПД: Москва, почтамт - СПШ (ПД): Глухов, УС |
| 171           | 21.11.1987                      | 4 коп.           | Косоруков, Г.                       | Фестиваль СССР в Индии. - (М) — Деталь эмблемы фестиваля в виде изображения монумента «Рабочий и колхозница», государственные флаги СССР и Индии; - (И) — Стилизованное изображение Спасской башни Кремля и купола здания Совета министров СССР (Сенатского дворца) в обрамлении флагов союзных республик и флага СССР. |             | 21.11.1987: - ШПД: Москва, почтамт |
| 172ф          | 16.12.1987                      | 4 коп.           | Воронин, В.                         | 30-летие советской научной антарктической станции «Восток». - (М) — Контуры Антарктиды с обозначениями советских антарктических станций, условное изображение радиоволн, советский научный космический аппарат; - (И) — Станция «Восток» с жилыми и научными объектами, вездеход «Харьковчанка-2». |             | 16.12.1987: - ШПД: Москва, почтамт - СПШ (ПД): Ленинград, почтамт |
| 1988          |                                 |                  |                                     | |             | |
| 173           | 21.01.1988                      | 4 коп.           | Котырев, А.                         | 250-летие со дня рождения архитектора В. И. Баженова. - (М) — Одно из сооружений зодчего — Дом Пашкова в Москве; - (И) — Портрет Баженова в овальном медальоне. |             | 21.01.1988: - ШПД: Москва, почтамт - СПШ (ПД): Ленинград, почтамт |
| 174           | 15.02.1988                      | 4 коп.           | Морозов, М.                         | X Всесоюзный съезд ДОСААФ СССР. - (М) — Значок общества на фоне стилизованного красного флага, окантованного снизу орденской лентой; - (И) — Флаги трёх родов войск ВС СССР, соревнования по техническим видам спорта, проводившиеся под патронатом ДОСААФ. |             | 15.02.1988: - ШПД: Москва, почтамт |
| 175           | 04.04.1988                      | 4 коп.           | Стрельников, Р.                     | 150-летие города-курорта Ялта. - (М) — Пансионат «Дружба» (1985), построенный советскими и чехословацкими архитекторами; - (И) — Обелиск в честь ленинского декрета «Об использовании Крыма для лечения трудящихся» на фоне панорамы Ялты. |             | 04.04.1988: - ШПД: Москва, почтамт - СПШ (ПД): Ялта, УС |
| 176           | 23.05.1988                      | 4 коп.           | Хмелёв, В. (марка)                  | Советско-канадская арктическая лыжная экспедиция. - (М) — Карта-схема Арктики с маршрутом экспедиции, государственные флаги СССР и Канады на фоне северного сияния; - (И) — Участники экспедиции в походе, советская арктическая станция, символическая роза ветров. |             | 23.05.1988: - ШПД: Москва, почтамт |
| 176           | 23.05.1988                      | 4 коп.           | Морозов, М. (илл.)                  | Советско-канадская арктическая лыжная экспедиция. - (М) — Карта-схема Арктики с маршрутом экспедиции, государственные флаги СССР и Канады на фоне северного сияния; - (И) — Участники экспедиции в походе, советская арктическая станция, символическая роза ветров. |             | 23.05.1988: - ШПД: Москва, почтамт |
| 177           | 25.05.1988                      | 4 коп.           | Отрощенко, И.                       | 250-летие Ленинградского (Санкт-Петербургского) академического хореографического училища им. А. Я. Вагановой. - (М) — Юбилейные даты в окружении танцевальных пар русского классического балета; - (И) — Здание училища в обрамлении стилизованного пальмового венка. |             | 25.05.1988: - ШПД: Москва, почтамт - СПШ (ПД): Ленинград, почтамт |
| 178           | 16.06.1988                      | 4 коп.           | Шмидштейн, А.                       | XIX всесоюзная конференция КПСС. - (М) — Эмблема конференции на голубом фоне, серп и молот, лавровая ветвь; - (И) — Стилизованный флаг СССР на фоне индустриальной панорамы, колосьев пшеницы, космического аппарата, которые символизируют прогресс народного хозяйства СССР. |             | 16.06.1988: - ШПД: Москва, почтамт 28.06—01.07.1988: - СПШ (переводной): Москва, почтамт (сюжет с эмблемой партконференции) - СПШ (переводной): Москва, почтамт (сюжет с Дворцом съездов) |
| 179           | 19.06.1988                      | 4 коп.           | Зузе, З.                            | 150-летие со дня рождения художника Ю. Я. Федера (Федерса). - (М) — Портрет художника, атрибуты живописи — кисти и стилизованная палитра с красками; - (И) — Репродукция картины художника «Пейзаж с ивой» (1890). |             | 19.06.1988: - ШПД: Москва, почтамт - СПШ (ПД): Рига-50 |
| 180           | 25.10.1988                      | 4 коп.           | Зайцев, Л.                          | 150-летие со дня рождения французского композитора Жоржа Бизе. - (М) — Сцена парижского театра «Опера Комик» — место премьеры оперы композитора «Кармен»; - (И) — Портрет Жоржа Бизе на фоне нотной записи фрагмента оперы «Кармен». |             | 25.10.1988: - ШПД: Москва, почтамт - СПШ (ПД): Москва, почтамт |
| 181           | 17.11.1988                      | 4 коп.           | Арцименев, Ю.                       | 200-летие со дня рождения актёра М. С. Щепкина. - (М) — Юбилейный текст в обрамлении стилизованных лаврового венка и театрального занавеса с масками — символами театрального искусства; - (И) — Портрет актёра. |             | 17.11.1988: - ШПД: Москва, почтамт - СПШ (ПД): Белгород, почтамт |
| 182           | 25.11.1988                      | 4 коп.           | Мартынов, И.                        | 250-летие со дня рождения архитектора М. Ф. Казакова. - (М) — Классицистический картуш с юбилейным текстом, старое здание Московского государственного университета и здание Петровского путевого дворца в Москве; - (И) — Портрет архитектора. |             | 25.11.1988: - ШПД: Москва, почтамт - СПШ (ПД): Москва, почтамт |
| 183           | 28.11.1988                      | 4 коп.           | Зайцев, М.                          | 150-летие со дня рождения скульптора А. М. Опекушина. - (М) — Памятный текст в обрамлении стилизованного бронзового лаврового венка, детали ограждения вокруг памятника А. С. Пушкину в Москве, сам памятник и уличный фонарь возле него; - (И) — Портрет скульптора. |             | 28.11.1988: - ШПД: Москва, почтамт - СПШ (ПД): Красный Профинтерн, ОС |
| 184           | 27.12.1988                      | 4 коп.           | Шмидштейн, А.                       | 50-летие установления в СССР звания «Герой социалистического труда». - (М) — Золотые советские символы труда — серп и молот, лавровая ветвь на фоне орденской ленты ордена Ленина, который вручался при присвоении звания; - (И) — Золотая медаль Героя социалистического труда (учреждена в 1940 году) и лавровая ветвь на фоне памятного текста. |             | 27.12.1988: - ШПД: Москва, почтамт - СПШ (ПД): Москва, почтамт |
| 1989          |                                 |                  |                                     | |             | |
| 185           | 23.02.1989                      | 4 коп.           | Зайцев, Л.                          | 175-летие со дня рождения Т. Г. Шевченко. - (М) — Атрибуты литературы и живописи, символизирующие разностороннюю одарённость Тараса Шевченко — гусиное перо, палитра и кисти, — раскрытая книга, национальный украинский орнамент; - (И) — Портрет поэта — фрагмент памятника Шевченко в Москве. |             | 09.03.1989: - СПШ: Киев-1 22.05.1989: - СПШ: Киев-1 |
| 186           | 23.02.1989                      | 4 коп.           | Зайцев, М.                          | 150-летие со дня рождения композитора М. П. Мусоргского. - (М) — Колокола — музыкальный инструмент в опере Мусоргского «Борис Годунов», театральная декорация к ней и театральный занавес; - (И) — Портрет композитора в овальной рамке. |             | 21.03.1989: - СПШ: Наумово, ОС |
| 187           | 24.03.1989                      | 4 коп.           | Зайцев, Л.                          | 425-летие со дня рождения английского поэта и драматурга Уильяма Шекспира. - (М) — Сцены из пьес Шекспира; - (И) — Портрет Шекспира на фоне изображения театра «Глобус» в Лондоне. |             | 23.04.1989: - СПШ: Москва, почтамт |
| 188           | 22.05.1989                      | 4 коп.           | Левиновский, Ю.                     | 70-летие журнала «Партийная жизнь». - (М) — Логотип журнала, орден Ленина, которым он был награждён; - (И) — Обложка журнала — органа ЦК КПСС, названия журнальных рубрик и разделов. |             | Не было |
| 189           | 01.06.1989                      | 4 коп.           | Арцименев, Ю.                       | 100-летие со дня рождения поэтессы А. А. Ахматовой. - (М) — раскрытая рукописная тетрадь и свеча, эмблема кабаре «Бродячая собака» в Петербурге, решётка петербургского Летнего сада, воспетая в стихах поэтессы; - (И) — Портрет Ахматовой. |             | 23.06.1989: - два СПШ: Ленинград, почтамт; Одесса, почтамт |
| 190           | 05.06.1989                      | 4 коп.           | Морозов, М.                         | 150-летие со дня рождения художника К. Е. Маковского. - (М) — Стилизованная палитра художника и памятный текст; - (И) — Автопортрет Маковского в декоративной раме, атрибуты живописи — кисти. |             | 02.07.1989: - СПШ: Москва, почтамт |
| 191           | 07.07.1989                      | 4 коп.           | Коновалов, В.                       | Всемирная филателистическая выставка «Филэксфранс-89», посвящённая 200-летию Великой французской революции. - (М) — Заставка «Декларации прав человека и гражданина» — важнейшего документа революции; - (И) — Эмблема выставки, обрамлённая стилизованной пальмовой ветвью. |             | 07.07.1989: - ШПД: Москва, почтамт - СПШ (ПД): Москва, международный почтамт 07—17.07.1989: - СПШ: Париж |
| 192           | 15.08.1989                      | 4 коп.           | Стрельников, Р.                     | 150-летие со дня рождения композитора и дирижёра Э. Ф. Направника. - (М) — Портрет композитора, ноты на пюпитре, лавровая ветвь и дирижёрская палочка, театральный занавес; - (И) — Вид со сцены на зрительный зал Кировского театра в Ленинграде (ныне Мариинский театр в Санкт-Петербурге). |             | 24.08.1989: - СПШ: Ленинград, почтамт |
| 193           | 18.09.1989                      | 4 коп.           | Никитин, В.                         | 175-летие со дня рождения М. Ю. Лермонтова. - (М) — Пейзаж Северного Кавказа, где служил Лермонтов, картуш с памятным текстом и гусиное перо — атрибут литературного творчества; - (И) — портрет Лермонтова в овале. |             | 15.10.1989: - два СПШ: Лермонтово, ОС; Москва, почтамт |
| 194           | 12.10.1989                      | 4 коп.           | Карпов, В.                          | 125-летие со дня рождения Токтогула Сатылганова, киргизского народного акына. - (М) — Комуз — киргизский национальный музыкальный инструмент, на фоне и в обрамлении элементов национального орнамента; - (И) — Памятник акыну во Фрунзе (Бишкеке) в овальной рамке. |             | 25.10.1989: - СПШ: Фрунзе, почтамт |
| 195           | 05.12.1989                      | 4 коп.           | Слонов, М.                          | 100-летие со дня рождения Хамзы Хакимзаде Ниязи. - (М) — портрет основоположника узбекской советской литературы; - (И) — Иллюстрация к лирическим стихам Ниязи и орнаментальный рисунок в рамке, стилизованной под книгу. |             | Не было |
| 1990          |                                 |                  |                                     | |             | |
| 196           | 04.01.1990                      | 4 коп.           | Карпов, В.                          | Международный год грамотности. - (М) — Эмблема Международного года грамотности, объявленного ООН; - (И) — Атрибуты обучения: пенал с ручками и карандашами, чертёжные линейки и лист ватмана, книги и глобус. |             | 08.09.1990: - СПШ: Москва, почтамт |
| 197           | 10.01.1990                      | 4 коп.           | Арцименев, Ю.                       | 100-летие со дня рождения Б. Л. Пастернака. - (М) — Иллюстрация к роману «Доктор Живаго», стилизованный цветок; - (И) — Портрет писателя и поэта Бориса Пастернака. |             | 10.02.1990: - СПШ: Москва, почтамт |
| 198           | 01.03.1990                      | 4 коп.           | Павлова, Е.                         | 175-летие со дня рождения П. П. Ершова. - (М) — Портрет писателя и персонажи сказки «Конёк-Горбунок» на фоне картуша с памятным текстом; - (И) — Иван-дурак, ловящий Жар-птицу. Иллюстрация к сказке Ершова «Конёк-Горбунок». |             | 06.03.1990: - два СПШ: Ершово, ОС; Тобольск, УС |
| 199           | 03.03.1990                      | 4 коп.           | Слонов, М.                          | Всемирная филателистическая выставка «Лондон-90», посвящённая 150-летию первой почтовой марки. - (М) — «Чёрный пени» — первая в мире почтовая марка в окружении геральдических львов — элемента герба Великобритании; - (И) — Эмблема филателистической выставки и стилизованный герб Лондона на фоне Вестминстерского дворца и других достопримечательностей города. |             | 03.05.1990: - СПШ: Москва, международный почтамт 03—13.05.1990: - СПШ: Лондон |
| 200           | 30.03.1990                      | 4 коп.           | Слонов, М.                          | 1500-летие книги «История Армении». - (М) — Мовсес Хоренаци, автор древнего исторического труда; - (И) — Книжная миниатюра из «Истории Армении», изображающая Мовсеса Хоренаци и князя Саака Багратуни. |             | 01—04.10.1991: - СПШ: Ереван, почтамт |
| 201           | 14.04.1990                      | 4 коп.           | Морозов, М.                         | Всесоюзная филателистическая выставка «Лениниана-90», посвящённая 120-летию со дня рождения В. И. Ленина. - (М) — Барельефный портрет Ленина; - (И) — Графическая композиция в стилистике авангардных революционных плакатов 1920-х годов на фоне условных изображений почтовых марок. |             | 14.04.1990: - ШПД: Москва, почтамт 14—22.04.1990: - СПШ: Москва, почтамт |
| 202           | 02.04.1990                      | 4 коп.           | Арцименев, Ю.                       | 1400-летие со дня рождения Борбада, таджикско-персидского музыканта. - (М) — Таджикские народные музыкальные инструменты на фоне национального орнамента; - (И) — Портрет Борбада в обрамлении национального орнамента. |             | 23—29.04.1990: - СПШ: Душанбе, почтамт |
| 203           | 06.04.1990                      | 4 коп.           | Слонов, М.                          | Международная филателистическая ярмарка «Эссен-1990». - (М) — Эмблема выставки-ярмарки; - (И) — Советский орбитальный комплекс «Мир», логотип ярмарки. |             | 19—22.04.1990: - два СПШ: Эссен |
| 204           | 14.05.1990                      | 4 коп.           | Слонов, М.                          | 400-летие Саратова. - (М) — Герб города и здание речного вокзала; - (И) — Достопримечательности города: Троицкий собор, здание НИИ геологии, здание консерватории. |             | 14—16.09.1990: - СПШ: Саратов, почтамт |
| 205           | 14.05.1990                      | 4 коп.           | Слонов, М.                          | 250-летие со дня рождения скульптора Ф. И. Шубина. - (М) — Портрет скульптора; - (И) — Скульптура «Пандора», установленная в Большом каскаде Петергофа. |             | 28.05.1990: - два СПШ: Архангельск-61; Ленинград. почтамт |
| 206           | 20.06.1990                      | 4 коп.           | Ветцо, Н.                           | 10-я Международная юношеская филателистическая выставка «Дюссельдорф-90». - (М) — Деталь Сказочного фонтана в Дюссельдорфе, стилизованная почтовая марка с почтовым рожком и письмами; - (И) — Эмблема филателистической выставки. |             | 20.06.1990: - СПШ (ПД): Москва, международный почтамт 20—24.06.1990: - СПШ: Дюссельдорф |
| 207           | 01.08.1990                      | 4 коп.           | Арцименев, Ю.                       | Всемирная филателистическая выставка «Новая Зеландия-1990», Окленд. - (М) — Эмблема выставки на фоне панорамы Окленда; - (И) — Очертания островов Новой Зеландии, эмблема выставки с изображением птицы киви, на фоне стилизованной почтовой марки. |             | 24.08.1990: - СПШ: Москва, международный почтамт 24.08—02.09.1990: - СПШ: Окленд 25.08.1990: - СПШ: Окленд |
| 208           | 01.09.1990                      | 4 коп.           | Левиновский, Ю. (оформление)        | 125-летие со дня рождения латышского поэта и драматурга Яниса Райниса. - (М) — Портрет поэта по картине Яниса Тильбергса (фрагмент); - (И) — Иллюстрация к пьесе «Огонь и ночь» (автор В. Валдманис). |             | 11.09.1990: - СПШ: Рига-50 |
| 209           | 05.09.1990                      | 20 коп.          | Воронин, В.                         | Международная филателистическая выставка «Швейцария-90», Женева. - (М) — Эмблема выставки и вид Женевы; - (И) — памятник швейцарскому народному герою Вильгельму Теллю на фоне стилизованной почтовой марки. |             | 05—16.09.1990: - СПШ: Женева |
| 210           | 17.09.1990                      | 4 коп.           | Илюхин, Б.                          | 150-летие со дня рождения грузинского поэта А. Р. Церетели. - (М) — Портрет поэта на фоне Кавказских гор; - (И) — Музей Церетели в селе Схвитори. |             | Не было |
| 211           | 01.10.1990                      | 4 коп.           | Бейлин, В.                          | 250-летие Петропавловска-Камчатского. - (М) — Памятник основателю города Витусу Берингу и городская гавань; - (И) — Памятная стела пакетботам «Св. Пётр» и «Св. Павел» — кораблям экспедиции Беринга, на фоне городского пейзажа. |             | 17.10.1990: - СПШ: Петропавловск-Камчатский, почтамт |
| 212           | 08.10.1990                      | 20 коп.          | Кожевников, А.                      | Филателистическая выставка «Зиндельфинген-90». - (М) — Герб земли Баден-Вюртемберг, где находится город Зиндельфинген; - (И) — Эмблема выставки. |             | 26—28.10.1990: - СПШ: Зиндельфинген |
| 213           | 24.10.1990                      | 20 коп.          | Шмидштейн, А.                       | Филателистическая выставка «Бохум — Донецк». - (М) — Имитация сцепки марок с наименованиями городов-побратимов, роза; - (И) — Гербы городов Бохума и Донецка, флаги СССР и ФРГ на фоне условного изображения почтовой марки. |             | 27—28.10.1990: - СПШ: Бохум |
| 214           | 01.11.1990                      | 4 коп.           | Лыхмус, Л.                          | 150-летие со дня рождения французского живописца Клода Моне. - (М) — Портрет Клода Моне, художника-импрессиониста; - (И) — «Бульвар Капуцинок в Париже» — картина художника из собрания ГМИИ им. А. С. Пушкина. |             | 14.11.1990: - СПШ: Ленинград, почтамт |
| 215           | 05.11.1990                      | 4 коп.           | Карасёв, А.                         | 150-летие со дня рождения французского скульптора Огюста Родена. - (М) — Портрет Огюста Родена; - (И) — «Вечная весна» — мраморная скульптура из собрания Государственного Эрмитажа. |             | 12.11.1990: - СПШ: Ленинград, почтамт |
| 216           | 24.11.1990                      | 4 коп.           | Левиновский, Ю.                     | Международная филателистическая выставка «Армения-90», Ереван. - (М) — Эмблема выставки, античное ритуальное изображение лани на фоне монастыря Тегер; - (И) — Монастырь Аричаванк в центре условной почтовой марки и эмблема FIP в обрамлении армянского национального резного орнамента. |             | 24.11.1990: - ШПД: Ереван, почтамт 29.11—10.12.1990: - СПШ (переводной): Ереван, почтамт 29.11.1990: - СПШ: Ереван, почтамт (сюжет «День Армении») 01.12.1990: - СПШ: Ереван, почтамт (сюжет «День армянской культуры и просвещения») 03.12.1990: - СПШ: Ереван, почтамт (сюжет «Филателия за мир и международное сотрудничество») 05.12.1990: - СПШ: Ереван, почтамт (сюжет «День филателиста») 07.12.1990: - СПШ: Ереван, почтамт (сюжет «День памяти жертв землетрясения») |
| 1991          |                                 |                  |                                     | |             | |
| 217           | 04.01.1991                      | 4 коп.           | Арцименев, Ю.                       | 100-летие со дня рождения поэта О. Э. Мандельштама. - (М) — Композиция по мотивам заставок с обложек стихотворных сборников поэта «Камень» и «Tristia»; - (И) — портрет Осипа Мандельштама. |             | 15.01.1991: - СПШ: Москва, почтамт |
| 218           | 17.01.1991                      | 4 коп.           | Слонов, М.                          | 100-летие со дня рождения поэта Павло Тычины. - (М) — Портрет поэта; - (И) — Стилизованная раскрытая книга с иллюстрацией «Аллегория Поэзии» Георгия Нарбута (1919). |             | 27.01.1991: - СПШ: Киев-1 |
| 219           | 04.02.1991                      | 4 коп.           | Зайцев, Л.                          | 550-летие со дня рождения Алишера Навои. - (М) — портрет средневекового узбекского поэта и философа на фоне национального растительного орнамента; - (И) — Памятник-фонтан Фархаду в городе Навои — герою поэмы «Фархад и Ширин». |             | 09.02.1991: - СПШ: Ташкент, почтамт |
| 220           | 12.02.1991                      | 4 коп.           | Слонов, М.                          | 150-летие со дня рождения французского художника Пьера Огюста Ренуара. - (М) — «Девушки у рояля» (деталь картины Ренуара); - (И) — портрет художника-импрессиониста на фоне его произведения «Танец в Буживале». |             | Не было |
| 221           | 15.02.1991                      | 4 коп.           | Арцименев, Ю.                       | 100-летие со дня рождения писателя М. А. Булгакова. - (М) — Кот Бегемот — один из персонажей романа «Мастер и Маргарита» — на фоне эпизодов романа и театрального занавеса; - (И) — портрет Михаила Булгакова. |             | 15.05.1991: - СПШ: Москва, почтамт |
| 222           | 05.03.1991                      | 4 коп.           | Арцименев, Ю.                       | Международный молодёжный арктический фестиваль «Дети Арктики». - (М) — Стилизованные фигуры в хороводе в условном арктическом пейзаже; - (И) — Эмблема фестиваля — дети в национальных одеждах, национальный орнамент народов Севера, карта Арктики. |             | 25—30.03.1991: - СПШ: Салехард, УС |
| 223           | 12.03.1991                      | 4 коп.           | Карасёв, А.                         | 450-летие со дня рождения испанского художника Эль Греко. - (М) — Портрет живописца; - (И) — «Вознесение Богоматери» — произведение Эль Греко. |             | Не было |
| 224           | 22.05.1991                      | 4 коп.           | Мартынов, И.                        | 200-летие со дня рождения писателя С. Т. Аксакова. - (М) — Портрет Аксакова, конный экипаж; - (И) — Книги писателя, картуш с памятными датами и гусиное перо — символ литературного творчества. |             | 01.10.1991: - СПШ: Уфа, почтамт |
| 225           | 22.05.1991                      | 4 коп.           | Слонов, М.                          | 850-летие со дня рождения Низами Гянджеви. - (М) — Портрет азербайджанского поэта и мыслителя; - (И) — Книжная миниатюра из манускрипта — иллюстрация к одному из произведений поэта. |             | 26.09.1991: - СПШ: Гянджа, почтамт |
| 226           | 31.07.1991                      | 5 коп.           | Илюхин, Б.                          | 1000-летие «Книги скорбных песнопений». - (М) — Портрет Григора Нарекаци, автора книги (по средневековой иконе); - (И) — Скорбящая женщина на фоне горного пейзажа с храмом и древними памятниками армянской культуры. |             | 17.09.1991: - СПШ: Ереван, почтамт |
| 227           | 08.10.1991                      | 5 коп.           | Шмидштейн, А.                       | 125-летие со дня рождения художника Н. Пиросманашвили. - (М) — портрет Пиросмани, грузинского художника-примитивиста; - (И) — произведения художника «Рыбак» и «Натюрморт с балыками» на фоне тбилисской застройки XIX века. |             | Не было |
| 228           | 08.10.1991                      | 5 коп.           | Илюхин, Б.                          | 150-летие со дня рождения Ибрая Алтынсарина. - (М) — Портрет казахского просветителя и писателя-фольклориста; - (И) — Лист с казахским алфавитом, казахский музыкальный инструмент — домбра, казан. |             | 16.10.1991: - СПШ: Кустанай, почтамт |
| 229           | 08.10.1991                      | 5 коп.           | Слонов, М.                          | Всемирная филателистическая выставка «Филаниппон-91», - (М) — Эмблема филателистической выставки с пейзажем с видом на гору Фудзияму; - (И) — Японская гравюра в стиле укиё-э. |             | 16.11.1991: - СПШ: Москва, международный почтамт 16—24.11.1991: - СПШ: Токио |
| 230           | 15.01.1992                      | 5 коп.           | Арцименев, Ю.                       | 100-летие со дня рождения Марины Цветаевой. - (М) — Аллегорический рисунок — муза и девушки под сенью дерева; - (И) — портрет поэтессы. |             | 15.01.1992: - ШПД (стандартный): Москва, почтамт 08.10.1992: - СПШ: Москва, почтамт |

## Сведения о тиражах ПК с ОМ
Сведения о тиражах приводятся по каталогу Н. М. Максименко «Односторонние почтовые карточки с оригинальными марками» и «Каталогу почтовых карточек и конвертов с оригинальными марками» издательства «Стандарт-Коллекция».
| № карточки по каталогу | Тираж (экз.) |         | № карточки по каталогу | Тираж (экз.) |
| ---------------------- | ------------ | ------- | ---------------------- | ------------ |
| 1                      | 100.000      | 82      | 600.000                |              |
| 2                      | 50.000       | 83, 84  | 500.000                |              |
| 3—13                   | 100.000      | 85, 86  | 600.000                |              |
| 14—35                  | 200.000      | 87—91   | 400.000                |              |
| 36                     | 320.000      | 92      | 600.000                |              |
| 37—50                  | 200.000      | 93—101  | 400.000                |              |
| 51                     | 500.000      | 102—109 | 500.000                |              |
| 52—53                  | 200.000      | 110     | 1.000.000              |              |
| 54—59                  | 400.000      | 111—125 | 500.000                |              |
| 60, 61                 | 800.000      | 126—135 | 100.000                |              |
| 62, 63                 | 600.000      | 126—144 | 500.000                |              |
| 64—78                  | 400.000      | 145—152 | 450.000                |              |
| 79                     | 600.000      | 153     | 700.000                |              |
| 80, 81                 | 500.000      | 154—230 | 450.000                |              |

## Сведения о каталогизированных разновидностях
Сведения о разновидностях приводятся по каталогу Н. М. Максименко «Односторонние почтовые карточки с оригинальными марками» и «Каталогу почтовых карточек и конвертов с оригинальными марками» издательства «Стандарт-Коллекция».
После порядкового номера карточки по каталогу проставлены условные обозначения категорий разновидностей, принятые в каталогах издательства «Стандарт—Коллекция». Римской цифрой после номера обозначаются карточки разных типов. Прописная буква обозначает различия в размерах. Строчная буква обозначает разновидности в цвете бумаги. Различия в деталях рисунка обозначаются прописной буквой К, последующие строчные буквы после неё обозначают порядковый номер данной разновидности.
| Номер по каталогу | Описание разновидности                                                               | Каталогизировано:    | Каталогизировано:               |
| Номер по каталогу | Описание разновидности                                                               | каталогом Максименко | каталогом «Стандарт- Коллекция» |
| ----------------- | ------------------------------------------------------------------------------------ | -------------------- | ------------------------------- |
| 1 а               | Бумага кремового цвета.                                                              | —                    | +                               |
| 5 Ка              | На иллюстрации карточки срезана верхушка монумента.                                  | +                    | +                               |
| 7 А               | Увеличенный размер карточки (151 × 109 мм).                                          | —                    | +                               |
| 13 Ка             | На марке — разрыв крыла самолёта.                                                    | —                    | +                               |
| 36 I              | В выходных данных указан ошибочно год «1975» вместо «1976».                          | +                    | +                               |
| 36 II             | Повторный тираж карточки с новыми выходными данными.                                 | +                    | +                               |
| 56 I              | На иллюстрации карточки — сплошная линия градусной сетки глобуса под памятной датой. | +                    | +                               |
| 64 I              | Подрисуночный текст шире рисунка.                                                    | —                    | +                               |
| 71 I              | Отпечатана на простой (не мелованной) бумаге.                                        | —                    | +                               |
| 77 I              | На марке и в выходных данных — год «1979» вместо «1980».                             | —                    | +                               |
| 78 Ка             | В подрисуночном тексте перечёркнута буква «к» в слове «командир».                    | —                    | +                               |
| 91 Ка             | Укороченная буква «р» в слове «Мирный».                                              | —                    | +                               |
| 110 а             | Бумага светло-бежевого цвета.                                                        | —                    | +                               |
| 139 I             | На марке и на иллюстрации светло-лиловый цвет вместо красного.                       | —                    | +                               |
| 143 I             | Памятный текст на марке красного цвета.                                              | —                    | +                               |

### Комментарии
1. ↑  Указаны только официальные почтовые специальные гашения, приуроченные к выходу в свет почтовой карточки или напрямую связанные с тем же событием, которому посвящена ПК с ОМ.

Условные обозначения: СПШ — специальный почтовый штемпель. СПШ (переводной) — специальный почтовый штемпель длительного применения с переводной датой. СПШ (ПД) — специальный почтовый штемпель, дата которого совпадает с датой первого дня выпуска почтовой карточки. ШПД — штемпель первого дня. ШПД (стандартный) — штемпель первого дня многократного применения с переводной датой. У штемпелей длительного применения (как с переводными, так и с фиксированными датами) указываются даты начала и окончания применения; у некоторых переводных штемпелей — только дата начала применения на данной почтовой карточке.

Указывается город и почтовое отделение, гравированное на специальном почтовом штемпеле.

УС — узел связи, ОС — отделение связи.
2. ↑  Повторение рисунка почтовой марки ЦФА № 4471.
3. 1 2 3  Карточка для международной авиапочты.
4. ↑  Специальное гашение, посвящённое 120-летию первой российской почтовой марки, проводилось 1 января 1978 года, то есть до поступления почтовой карточки в почтовое обращение.
5. ↑  Специальное гашение, посвящённое высокоширотной полярной экспедиции, проводилось 1 июня 1979 года, то есть до поступления почтовой карточки в почтовое обращение.
6. ↑  Ныне Нур-Султан.
7. ↑  Памятное гашение специальным штемпелем проводилось в Гамбурге в киоске советских почтовых марок, открытом на Салоне филателии, проводившемся в рамках Всемирного почтового конгресса[англ.].
8. ↑  Специальный почтовый штемпель применялся в киоске советских почтовых марок, открытом на выставке.
9. 1 2 3 4 5 6 7 8  Специальный почтовый штемпель применялся в киоске советских почтовых марок, открытом на выставке.
10. ↑  Оба специальных почтовых штемпеля применялись в киоске советских почтовых марок, открытом на выставке.
11. ↑  Штемпель первого дня применялся также для гашения почтовой марки ЦФА № 6269 и серии ЦФА № 6270-6272.
12. ↑  Так на марке. О проблеме национальной идентификации Низами см. в статье Низами Гянджеви#Проблема культурной идентичности Низами
13. ↑  Гашение стандартным штемпелем первого дня Российской Федерации.
14. ↑  Гашение специальным почтовым штемпелем Российской Федерации.
15. ↑  Суммарный тираж основного выпуска почтовой карточки №36 (200.000) и повторного выпуска с другими выходными данными, каталогизированного как разновидность №36 II (120.000).
16. ↑  На карточке указан первоначальный тираж 500.000 экз., без учёта второго завода.
17. ↑  На карточке первого тиража указаны выходные данные: 1976. Л 105788 13/XI-75 г. МТГ. Зак. 8189. Ц. 5 к. Повторный тираж вышел с выходными данными: 1976. Л 68735 18/VI-76 г. МТГ. Зак. 6007. Ц. 5 к. Карточка повторного тиража в чистом виде в продажу не поступала, производилось специальное гашение типографским способом в процессе печати тиража.